# ATP Tour Masters 1000

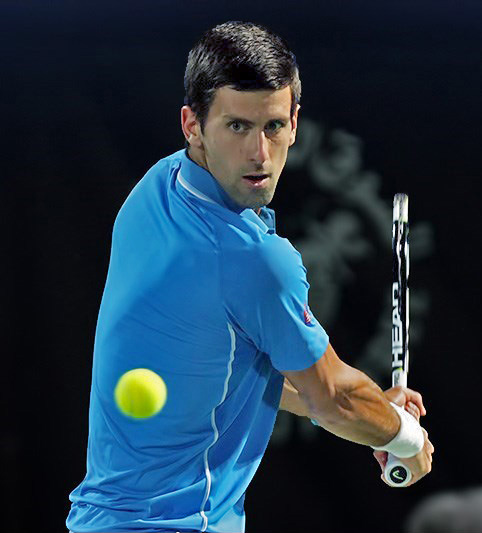
Novak Djokovic, tay vợt đơn đầu tiên và duy nhất hoàn tất Golden Masters sự nghiệp.

ATP Masters (trước đây được biết đến là ATP Masters Series) là một loạt chín giải đấu có sự góp mặt của các tay vợt hàng đầu ở hệ thống ATP Tour. Đây là loạt giải đấu danh giá nhất của quần vợt nam sau bốn giải Grand Slam và ATP Finals. Loạt sự kiên được tổ chức hằng năm ở châu Âu, Bắc Mỹ và châu Á kể từ khi ATP Tour ra mắt vào năm 1990.
Ở nội dung đơn, Novak Djokovic đang giữ kỷ lục nhiều danh hiệu nhất với 40 danh hiệu kể từ khi Masters Series bắt đầu vào năm 1990 đến năm 2023. Nhờ việc hoàn tất trọn bộ tất cả chín giải Masters đơn đến năm 2018, Djokovic trở thành tay vợt đầu tiên và duy nhất đạt được Golden Masters sự nghiệp. Andre Agassi, Roger Federer, Rafael Nadal và Andy Murray mỗi tay vợt giành bảy danh hiệu khác nhau. Vào năm 2020, Djokovic hoàn tất cú đúp Golden Masters sự nghiệp.
Ở nôi dung đôi, Anh em nhà Bryan (Bob và Mike) giành được kỷ lục 39 danh hiệu đôi, tất cả với tư cách là đồng đội. Daniel Nestor và anh em nhà Bryan mỗi tay vợt giành chín danh hiệu trong suốt sự nghiệp của họ.

## Thay đổi từ năm 2009
Năm 2009 giải có sự thay đổi về địa điểm thi đấu. Giải ATP Master Series được đổi tên thành ATP World Tour Masters 1000 với số 1000 tương ứng với số điểm mà người vô địch giành được. Giải Monte Carlo Master được duy trì theo hệ thống của giải nhưng không giống các địa điểm thi đấu khác nó không có tính bắt buộc tham dự đối với các vận động viên. Giải Hamburg Master chuyển thành một giải thuộc ATP World Tour 500 series. Madrid Master chuyển thành sân đất nện kể từ tháng 5 năm 2009. Địa điểm mới là Thượng Hải sẽ thay thế Hamburg Master.

## Các giải đấu
| Giải thi đấu         | Quốc gia    | Thành phố                | Địa điểm thi đấu                 | Bắt đầu | Kiểu sân | Chỗ ngồi        | Tiền thưởng |
| -------------------- | ----------- | ------------------------ | -------------------------------- | ------- | -------- | --------------- | ----------- |
| Indian Wells Masters | Hoa Kỳ      | Indian Wells, California | Indian Wells Tennis Garden       | 1987    | Cứng     | 16,100          | 6,134,605 $ |
| Miami Masters        | Hoa Kỳ      | Miami, Florida           | Tennis Center at Crandon Park    | 1985    | Cứng     | 13,300          | 6,134,605 $ |
| Monte Carlo Masters  | Monaco      | Monte-Carlo              | Monte Carlo Country Club         | 1897    | Đất nện  | 10,000          | 3,288,530 € |
| Madrid Masters       | Tây Ban Nha | Madrid                   | Park Manzanares                  | 2002    | Đất nện  | 12,500          | 4,185,405 € |
| Rome Masters         | Ý           | Roma                     | Foro Italico                     | 1930    | Đất nện  | 10,400          | 3,288,530 € |
| Rogers Cup           | Canada      | Montreal / Toronto       | Stade Uniprix/Rexall Centre      | 1881    | Cứng     | 11,700 / 12,500 | 3,587,490 $ |
| Cincinnati Masters   | Hoa Kỳ      | Cincinnati, Ohio         | Lindner Family Tennis Center     | 1899    | Cứng     | 11,600          | 3,826,655 $ |
| Shanghai Masters     | Trung Quốc  | Thượng Hải               | Qi Zhong Stadium                 | 2009    | Cứng     | 15,000          | 4,783,320 $ |
| BNP Paribas Masters  | Pháp        | Paris                    | Palais Omnisports de Paris-Bercy | 1968    | Cứng     | 14,000          | 3,830,295 € |

## Số điểm ATP
| Thứ hạng        | Điểm |
| --------------- | ---- |
| Vô địch         | 1000 |
| Á quân          | 600  |
| Bán kết         | 360  |
| Tứ kết          | 180  |
| Vòng 1/16       | 90   |
| Vòng 1/32       | 45   |
| Vòng 1/64       | 25*  |
| Vòng 1/128      | 10   |
| Vòng loại thứ 1 | 16   |
| Vòng loại thứ 2 | 8    |

- Tay vợt không tham gia vòng 1 được nhận điểm.

## Kết quả

### 2022
| Giải                 | Vô địch đơn        | Á quân                      | Tỉ số         | Vô địch đôi                 | Á quân                                   | Tỉ số                  |
| -------------------- | ------------------ | --------------------------- | ------------- | --------------------------- | ---------------------------------------- | ---------------------- |
| Indian Wells Masters | Taylor Fritz       | Rafael Nadal                | 6–3, 7–6(7–5) | John Isner Jack Sock        | Santiago González Édouard Roger-Vasselin | 7–6(7–4), 6–3          |
| Miami Masters        | Carlos Alcaraz     | Casper Ruud                 | 7–5, 6–4      | Hubert Hurkacz John Isner   | Wesley Koolhof Neal Skupski              | 7–6(7–5), 6–4          |
| Monte-Carlo Masters  | Stefanos Tsitsipas | Alejandro Davidovich Fokina | 6–3, 7–6(7–3) | Rajeev Ram Joe Salisbury    | Juan Sebastián Cabal Robert Farah        | 6–4, 3–6, [10–7]       |
| Madrid Masters       | Carlos Alcaraz     | Alexander Zverev            | 6–3, 6–1      | Wesley Koolhof Neal Skupski | Juan Sebastián Cabal Robert Farah        | 7–6(7–4), 4–6, [10–5]  |
| Rome Masters         | Novak Djokovic     | Stefanos Tsitsipas          | 6–0, 7–6(7–5) | Nikola Mektić Mate Pavić    | John Isner Diego Schwartzman             | 6–2, 6–7(6–8), [12–10] |
| Rogers Cup           |                    |                             |               |                             |                                          |                        |
| Cincinnati Masters   |                    |                             |               |                             |                                          |                        |
| Shanghai Masters     |                    |                             |               |                             |                                          |                        |
| Paris Masters        |                    |                             |               |                             |                                          |                        |

### 2021
| Giải                 | Vô địch đơn                        | Á quân                             | Tỉ số                              | Vô địch đôi                        | Á quân                              | Tỉ số                              |
| -------------------- | ---------------------------------- | ---------------------------------- | ---------------------------------- | ---------------------------------- | ----------------------------------- | ---------------------------------- |
| Miami Masters        | Hubert Hurkacz                     | Jannik Sinner                      | 7–6(7–4), 6–4                      | Nikola Mektić Mate Pavić           | Dan Evans Neal Skupski              | 6–4, 6–4                           |
| Monte-Carlo Masters  | Stefanos Tsitsipas                 | Andrey Rublev                      | 6–3, 6–3                           | Nikola Mektić Mate Pavić           | Dan Evans Neal Skupski              | 6–3, 4–6, [10–7]                   |
| Madrid Masters       | Alexander Zverev                   | Matteo Berrettini                  | 6–7(8–10), 6–4, 6–3                | Marcel Granollers Horacio Zeballos | Nikola Mektić Mate Pavić            | 1–6, 6–3, [10–8]                   |
| Rome Masters         | Rafael Nadal                       | Novak Djokovic                     | 7–5, 1–6, 6–3                      | Nikola Mektić Mate Pavić           | Rajeev Ram Joe Salisbury            | 6–4, 7–6(7–4)                      |
| Rogers Cup           | Daniil Medvedev                    | Reilly Opelka                      | 6–4, 6–3                           | Rajeev Ram Joe Salisbury           | Nikola Mektić Mate Pavić            | 6–3, 4–6, [10–3]                   |
| Cincinnati Masters   | Alexander Zverev                   | Andrey Rublev                      | 6–2, 6–3                           | Marcel Granollers Horacio Zeballos | Steve Johnson Austin Krajicek       | 7–6(7–5), 7–6(7–5)                 |
| Shanghai Masters     | Không tổ chức do Đại dịch COVID-19 | Không tổ chức do Đại dịch COVID-19 | Không tổ chức do Đại dịch COVID-19 | Không tổ chức do Đại dịch COVID-19 | Không tổ chức do Đại dịch COVID-19  | Không tổ chức do Đại dịch COVID-19 |
| Indian Wells Masters | Cameron Norrie                     | Nikoloz Basilashvili               | 3–6, 6–4, 6–1                      | John Peers Filip Polášek           | Aslan Karatsev Andrey Rublev        | 6–3, 7–6(7–5)                      |
| Paris Masters        | Novak Djokovic                     | Daniil Medvedev                    | 4–6, 6–3, 6–3                      | Tim Pütz Michael Venus             | Pierre-Hugues Herbert Nicolas Mahut | 6–3, 6–7(4–7), [11–9]              |

### 2020
| Giải                 | Vô địch đơn                        | Á quân                             | Tỉ số                              | Vô địch đôi                          | Á quân                             | Tỉ số                              |
| -------------------- | ---------------------------------- | ---------------------------------- | ---------------------------------- | ------------------------------------ | ---------------------------------- | ---------------------------------- |
| Indian Wells Masters | Không tổ chức do Đại dịch COVID-19 | Không tổ chức do Đại dịch COVID-19 | Không tổ chức do Đại dịch COVID-19 | Không tổ chức do Đại dịch COVID-19   | Không tổ chức do Đại dịch COVID-19 | Không tổ chức do Đại dịch COVID-19 |
| Miami Open           | Không tổ chức do Đại dịch COVID-19 | Không tổ chức do Đại dịch COVID-19 | Không tổ chức do Đại dịch COVID-19 | Không tổ chức do Đại dịch COVID-19   | Không tổ chức do Đại dịch COVID-19 | Không tổ chức do Đại dịch COVID-19 |
| Monte-Carlo Masters  | Không tổ chức do Đại dịch COVID-19 | Không tổ chức do Đại dịch COVID-19 | Không tổ chức do Đại dịch COVID-19 | Không tổ chức do Đại dịch COVID-19   | Không tổ chức do Đại dịch COVID-19 | Không tổ chức do Đại dịch COVID-19 |
| Madrid Open          | Không tổ chức do Đại dịch COVID-19 | Không tổ chức do Đại dịch COVID-19 | Không tổ chức do Đại dịch COVID-19 | Không tổ chức do Đại dịch COVID-19   | Không tổ chức do Đại dịch COVID-19 | Không tổ chức do Đại dịch COVID-19 |
| Canadian Open        | Không tổ chức do Đại dịch COVID-19 | Không tổ chức do Đại dịch COVID-19 | Không tổ chức do Đại dịch COVID-19 | Không tổ chức do Đại dịch COVID-19   | Không tổ chức do Đại dịch COVID-19 | Không tổ chức do Đại dịch COVID-19 |
| Shanghai Masters     | Không tổ chức do Đại dịch COVID-19 | Không tổ chức do Đại dịch COVID-19 | Không tổ chức do Đại dịch COVID-19 | Không tổ chức do Đại dịch COVID-19   | Không tổ chức do Đại dịch COVID-19 | Không tổ chức do Đại dịch COVID-19 |
| Cincinnati Masters   | Novak Djokovic                     | Milos Raonic                       | 1–6, 6–3, 6–4                      | Pablo Carreño Busta Alex de Minaur   | Jamie Murray Neal Skupski          | 6–2, 7–5                           |
| Rome Masters         | Novak Djokovic                     | Diego Schwartzman                  | 7–5, 6–3                           | Marcel Granollers Horacio Zeballos   | Jérémy Chardy Fabrice Martin       | 6–4, 5–7, [10–8]                   |
| Paris Masters        | Daniil Medvedev                    | Alexander Zverev                   | 5–7, 6–4, 6–1                      | Félix Auger-Aliassime Hubert Hurkacz | Mate Pavić Bruno Soares            | 6–7(3–7), 7–6(9–7), [10–2]         |

### 2019
| Giải                 | Vô địch đơn     | Á quân             | Tỉ số         | Vô địch đôi                         | Á quân                            | Tỉ số                      |  |
| -------------------- | --------------- | ------------------ | ------------- | ----------------------------------- | --------------------------------- | -------------------------- |  |
| Indian Wells Masters | Dominic Thiem   | Roger Federer      | 3–6, 6–3, 7–5 | Nikola Mektić Horacio Zeballos      | Łukasz Kubot Marcelo Melo         | 4–6, 6–4, [10–3]           |  |
| Miami Masters        | Roger Federer   | John Isner         | 6–1, 6–4      | Bob Bryan Mike Bryan                | Wesley Koolhof Stefanos Tsitsipas | 7–5, 7–6(10–8)             |  |
| Monte Carlo Masters  | Fabio Fognini   | Dušan Lajović      | 6–3, 6–4      | Nikola Mektić Franko Škugor         | Robin Haase Wesley Koolhof        | 6–7(3–7), 7–6(7–3), [11–9] |  |
| Madrid Masters       | Novak Djokovic  | Stefanos Tsitsipas | 6–3, 6–4      | Jean-Julien Rojer Horia Tecău       | Diego Schwartzman Dominic Thiem   | 6–2, 6–3                   |  |
| Rome Masters         | Rafael Nadal    | Novak Djokovic     | 6–0, 4–6, 6–1 | Juan Sebastián Cabal Robert Farah   | Raven Klaasen Michael Venus       | 6–1, 6–3                   |  |
| Roger Cup            | Rafael Nadal    | Daniil Medvedev    | 6-3, 6-0      | Marcel Granollers Horacio Zeballos  | Robin Haase Wesley Koolhof        | 7-5, 7-5                   |  |
| Cincinnati Masters   | Daniil Medvedev | David Goffin       | 7-6(7–3), 6-4 | Ivan Dodig Filip Polášek            | Juan Sebastián Cabal Robert Farah | 4–6, 6–4, [10–6]           |  |
| Shanghai Masters     | Daniil Medvedev | Alexander Zverev   | 6-4, 6-1      | Mate Pavić Bruno Soares             | Jamie Murray Neal Skupski         | 6-4, 6-2                   |  |
| BNP Paribas Masters  | Novak Djokovic  | Denis Shapovalov   | 6-3, 6-4      | Pierre-Hugues Herbert Nicolas Mahut | Karen Khachanov Andrey Rublev     | 6–4, 6–1                   |  |

### 2018
| Giải                 | Vô địch đơn           | Á quân             | Tỉ số                   | Vô địch đôi                       | Á quân                            | Tỉ số                 |
| -------------------- | --------------------- | ------------------ | ----------------------- | --------------------------------- | --------------------------------- | --------------------- |
| Indian Wells Masters | Juan Martin del Potro | Roger Federer      | 6–4, 6-7(6-8), 7-6(7-2) | John Isner Jack Sock              | Bob Bryan Mike Bryan              | 7–6(7-4),7–6(7-2)     |
| Miami Masters        | John Isner            | Alexander Zverev   | 6-7(4-7), 6–4, 6–4      | Bob Bryan Mike Bryan              | Karen Khachanov Andrey Rublev     | 4-6, 7–6(7-5), [10-4] |
| Monte Carlo Masters  | Rafael Nadal          | Kei Nishikori      | 6-3, 6-2                | Bob Bryan Mike Bryan              | Oliver Marach Mate Pavic          | 7–6(7-5), 6–3         |
| Madrid Masters       | Alexander Zverev      | Dominic Thiem      | 6–4, 6–4                | Nikola Mektic Alexander Peya      | Bob Bryan Mike Bryan              | 5–3, RET              |
| Rome Masters         | Rafael Nadal          | Alexander Zverev   | 6-1, 1-6, 6-3           | Juan Sebastian Cabal Robert Farah | Pablo Carreno Busta Joao Sousa    | 3–6, 6–4, [10–4]      |
| Roger Cup            | Rafael Nadal          | Stefanos Tsitsipas | 6–2, 7–6(7–4)           | Henry Kontinen John Peers         | Raven Klaasen Michael Venus       | 6–2, 6–7(7–9), [10–6] |
| Cincinnati Masters   | Novak Djokovic        | Roger Federer      | 6–4, 6–4                | Jamie Murray Bruno Soares         | Juan Sebastián Cabal Robert Farah | 4–6, 6–3, [10–6]      |
| Shanghai Masters     | Novak Djokovic        | Borna Ćorić        | 6–3, 6–4                | Łukasz Kubot Marcelo Melo         | Jamie Murray Bruno Soares         | 6-2, 6-4              |
| BNP Paribas Masters  | Karen Khachanov       | Novak Djokovic     | 7-5, 6-4                | Marcel Granollers Rajeev Ram      | Jean-Julien Rojer Horia Tecău     | 6-4, 6-4              |

### 2017
| Giải                 | Vô địch đơn      | Á quân               | Tỉ số          | Vô địch đôi                         | Á quân                               | Tỉ số                 |
| -------------------- | ---------------- | -------------------- | -------------- | ----------------------------------- | ------------------------------------ | --------------------- |
| Indian Wells Masters | Roger Federer    | Stanislas Wawrinka   | 6–4, 7–5       | Raven Klaasen Rajeev Ram            | Łukasz Kubot Marcelo Melo            | 6–7(1-7),6-4,[10-8]   |
| Miami Masters        | Roger Federer    | Rafael Nadal         | 6–3, 6–4       | Łukasz Kubot Marcelo Melo           | Nicholas Monroe Jack Sock            | 7–5, 6–3              |
| Monte Carlo Masters  | Rafael Nadal     | Albert Ramos Viñolas | 6-1, 6-3       | Rohan Bopanna Pablo Cuevas          | Feliciano López Marc López           | 6–3, 3–6, [10–4]      |
| Madrid Masters       | Rafael Nadal     | Dominic Thiem        | 7–6(10–8), 6–4 | Łukasz Kubot Marcelo Melo           | Nicolas Mahut Édouard Roger-Vasselin | 7–5, 6–3              |
| Rome Masters         | Alexander Zverev | Novak Djokovic       | 6-4, 6-3       | Pierre-Hugues Herbert Nicolas Mahut | Ivan Dodig Marcel Granollers         | 4–6, 6–4, [10–3]      |
| Roger Cup            | Alexander Zverev | Roger Federer        | 6-3, 6-4       | Pierre-Hugues Herbert Nicolas Mahut | Rohan Bopanna Ivan Dodig             | 6–4, 3–6, [10–6]      |
| Cincinnati Masters   | Grigor Dimitrov  | Nick Kyrgios         | 6-3, 7-5       | Pierre-Hugues Herbert Nicolas Mahut | Jamie Murray Bruno Soares            | 7-6(8-6),6-4          |
| Shanghai Masters     | Roger Federer    | Rafael Nadal         | 6-4, 6-3       | Henri Kontinen John Peers           | Łukasz Kubot Marcelo Melo            | 6-4, 6-2              |
| BNP Paribas Masters  | Jack Sock        | Filip Krajinović     | 5-7, 6-4, 6-1  | Łukasz Kubot Marcelo Melo           | Ivan Dodig Marcel Granollers         | 7–6(7–3), 3–6, [10–6] |

### 2016
| Giải                 | Vô địch đơn    | Á quân                | Tỉ số              | Vô địch đôi                         | Á quân                              | Tỉ số                      |
| -------------------- | -------------- | --------------------- | ------------------ | ----------------------------------- | ----------------------------------- | -------------------------- |
| Indian Wells Masters | Novak Djokovic | Milos Raonic          | 6–2, 6–0           | Pierre-Hugues Herbert Nicolas Mahut | Vasek Pospisil Jack Sock            | 6–3, 7–6(7–5)              |
| Miami Masters        | Novak Djokovic | Kei Nishikori         | 6–3, 6–3           | Pierre-Hugues Herbert Nicolas Mahut | Raven Klaasen Rajeev Ram            | 5–7, 6–1, [10–7]           |
| Monte Carlo Masters  | Rafael Nadal   | Gael Monfils          | 7–5, 5–7, 6–0      | Pierre-Hugues Herbert Nicolas Mahut | Jamie Murray Bruno Soares           | 4–6, 6–0, [10–6]           |
| Madrid Masters       | Novak Djokovic | Andy Murray           | 6–2, 3–6, 6–3      | Jean-Julien Rojer Horia Tecau       | Rohan Bopanna Florin Mergea         | 6–4, 7–6(7–5)              |
| Rome Masters         | Andy Murray    | Novak Djokovic        | 6–3, 6–3           | Bob Bryan Mike Bryan                | Vasek Pospisil Jack Sock            | 2-6, 6–3, [10–7]           |
| Rogers Cup           | Novak Djokovic | Kei Nishikori         | 6–3, 7–5           | Ivan Dodig Marcelo Melo             | Jamie Murray Bruno Soares           | 6–4, 6–4                   |
| Cincinnati Masters   | Marin Cilic    | Andy Murray           | 6–4, 7–5           | Ivan Dodig Marcelo Melo             | Jean-Julien Rojer Horia Tecau       | 7–6(7–5), 6–7(5–7), [10-6] |
| Shanghai Masters     | Andy Murray    | Roberto Bautista Agut | 7–6(7–1), 6–1      | Jack Sock John Isner                | John Peers Henri Kontinen           | 6–4, 6–4                   |
| BNP Paribas Masters  | Andy Murray    | John Isner            | 6–3, 6–7(4–7), 6–4 | Henri Kontinen John Peers           | Pierre-Hugues Herbert Nicolas Mahut | 6–4, 3–6, [10–6]           |

### 2015
| Giải                 | Vô địch đơn    | Á quân             | Tỉ số              | Vô địch đôi                          | Á quân                               | Tỉ số                 |
| -------------------- | -------------- | ------------------ | ------------------ | ------------------------------------ | ------------------------------------ | --------------------- |
| Indian Wells Masters | Novak Djokovic | Roger Federer      | 6–3, 6–7(5–7), 6–2 | Vasek Pospisil Jack Sock             | Simone Bolelli Fabio Fognini         | 6–4, 6–7(3–7), [10–7] |
| Miami Masters        | Novak Djokovic | Andy Murray        | 7–6(7–3), 4–6, 6–0 | Bob Bryan Mike Bryan                 | Vasek Pospisil Jack Sock             | 6–3, 1–6, [10–8]      |
| Monte Carlo Masters  | Novak Djokovic | Tomas Berdych      | 7–5, 4–6, 6–3      | Bob Bryan Mike Bryan                 | Simone Bolelli Fabio Fognini         | 7–6(7–3), 6–1         |
| Madrid Masters       | Andy Murray    | Rafael Nadal       | 6–3, 6–2           | Rohan Bopanna Florin Mergea          | Marcin Matkowski Nenad Zimonjić      | 6–2, 6–7(7–5), [11–9] |
| Rome Masters         | Novak Djokovic | Roger Federer      | 6–4, 6–3           | Pablo Cuevas David Marrero           | Marcel Granollers Marc Lopez         | 6–4, 7-5              |
| Rogers Cup           | Andy Murray    | Novak Djokovic     | 6–4, 4–6, 6–3      | Bob Bryan Mike Bryan                 | Daniel Nestor Edouard Roger-Vasselin | 7–6(7–5), 3–6, [10–6] |
| Cincinnati Masters   | Roger Federer  | Novak Djokovic     | 7–6(7–1), 6–3      | Daniel Nestor Edouard Roger-Vasselin | Marcin Matkowski Nenad Zimonjić      | 6–2, 6–2              |
| Shanghai Masters     | Novak Djokovic | Jo-Wilfried Tsonga | 6–2, 6–4           | Raven Klaasen Marcelo Melo           | Simone Bolelli Fabio Fognini         | 6–3, 6–3              |
| BNP Paribas Masters  | Novak Djokovic | Andy Murray        | 6–2, 6–4           | Ivan Dodig Marcelo Melo              | Vasek Pospisil Jack Sock             | 2–6, 6–3, [10–5]      |

### 2014
| Giải                 | Vô địch đơn        | Á quân        | Tỉ số               | Vô địch đôi                  | Á quân                                  | Tỉ số                 |
| -------------------- | ------------------ | ------------- | ------------------- | ---------------------------- | --------------------------------------- | --------------------- |
| Indian Wells Masters | Novak Djokovic     | Roger Federer | 3–6, 6–3, 7–6(7–3)  | Bob Bryan Mike Bryan         | Alexander Peya Bruno Soares             | 6–4, 6–3              |
| Miami Masters        | Novak Djokovic     | Rafael Nadal  | 6–3, 6–3            | Bob Bryan Mike Bryan         | Juan Sebastián Cabal Robert Farah       | 7–6(10–8), 6–4        |
| Monte Carlo Masters  | Stanislas Wawrinka | Roger Federer | 4–6, 7–6(7–5), 6–2  | Bob Bryan Mike Bryan         | Ivan Dodig Marcelo Melo                 | 6–3, 3–6, [10–8]      |
| Madrid Masters       | Rafael Nadal       | Kei Nishikori | 2–6, 6–4, 3–0 (ret) | Daniel Nestor Nenad Zimonjić | Bob Bryan Mike Bryan                    | 6–4, 6–2              |
| Rome Masters         | Novak Djokovic     | Rafael Nadal  | 4–6, 6–3, 6–3       | Daniel Nestor Nenad Zimonjić | Robin Haase Feliciano Lopez             | 6–4, 7–6(7–2)         |
| Rogers Cup           | Jo-Wilfried Tsonga | Roger Federer | 7–5, 7–6(7–3)       | Alexander Peya Bruno Soares  | Ivan Dodig Marcelo Melo                 | 6–4, 6–3              |
| Cincinnati Masters   | Roger Federer      | David Ferrer  | 6–3, 1–6, 6–2       | Bob Bryan Mike Bryan         | Vasek Pospisil Jack Sock                | 6–3, 6–2              |
| Shanghai Masters     | Roger Federer      | Gilles Simon  | 7–6(8–6), 7–6(7–2)  | Bob Bryan Mike Bryan         | Julien Benneteau Edouard Roger-Vasselin | 6–3, 7–6(7–3)         |
| BNP Paribas Masters  | Novak Djokovic     | Milos Raonic  | 6–2, 6–3            | Bob Bryan Mike Bryan         | Marcin Matkowski Jurgen Melzer          | 7–6(7-5), 5–7, [10–6] |

### 2013
| Địa điểm             | Vô địch đơn    | Á quân đơn            | Tỷ số               | Vô địch đôi                            | Á quân đôi                           | Tỷ số                      |
| -------------------- | -------------- | --------------------- | ------------------- | -------------------------------------- | ------------------------------------ | -------------------------- |
| Indian Wells Masters | Rafael Nadal   | Juan Martín del Potro | 4–6, 6–3, 6–4       | Bob Bryan Mike Bryan                   | Treat Huey Jerzy Janowicz            | 6–3, 3–6, [10–6]           |
| Miami Masters        | Andy Murray    | David Ferrer          | 2–6, 6–4, 7–6(7–1)  | Aisam-ul-Haq Qureshi Jean-Julien Rojer | Mariusz Fyrstenberg Marcin Matkowski | 6–4, 6–1                   |
| Monte Carlo Masters  | Novak Djokovic | Rafael Nadal          | 6–2, 7–6(7–1)       | Julien Benneteau Nenad Zimonjić        | Bob Bryan Mike Bryan                 | 4–6, 7–6(7–4), [14–12]     |
| Madrid Masters       | Rafael Nadal   | Stanislas Wawrinka    | 6–2, 6–4            | Bob Bryan Mike Bryan                   | Alexander Peya Bruno Soares          | 6–2, 6–3                   |
| Rome Masters         | Rafael Nadal   | Roger Federer         | 6–1, 6–3            | Bob Bryan Mike Bryan                   | Mahesh Bhupathi Rohan Bopanna        | 6–2, 6–3                   |
| Rogers Cup           | Rafael Nadal   | Milos Raonic          | 6–2, 6–2            | Alexander Peya Bruno Soares            | Colin Fleming Andy Murray            | 6–4, 7–6(7–4)              |
| Cincinnati Masters   | Rafael Nadal   | John Isner            | 7–6(10–8), 7–6(7–3) | Bob Bryan Mike Bryan                   | Marcel Granollers Marc Lopez         | 6–4, 4–6, [10–4]           |
| Shanghai Masters     | Novak Djokovic | Juan Martín del Potro | 6–1, 3–6, 7–6(7–3)  | Ivan Dodig Marcelo Melo                | David Marrero Fernando Verdasco      | 7–6(7–2), 6–7(6–8), [10–2] |
| BNP Paribas Masters  | Novak Djokovic | David Ferrer          | 7–5, 7–5            | Bob Bryan Mike Bryan                   | Alexander Peya Bruno Soares          | 6–3, 6–3                   |

### 2012
| Địa điểm             | Vô địch đơn    | Á quân đơn      | Tỷ số                | Vô địch đôi                          | Á quân đôi                             | Tỷ số                 |
| -------------------- | -------------- | --------------- | -------------------- | ------------------------------------ | -------------------------------------- | --------------------- |
| Indian Wells Masters | Roger Federer  | John Isner      | 7–6(9–7), 6–3        | Marc López Rafael Nadal              | John Isner Sam Querrey                 | 6–2, 7–6(7–3)         |
| Miami Masters        | Novak Djokovic | Andy Murray     | 6–1, 7–6(7–4)        | Leander Paes Radek Štěpánek          | Max Mirnyi Daniel Nestor               | 3–6, 6–1, [10–8]      |
| Monte Carlo Masters  | Rafael Nadal   | Novak Djokovic  | 6–3, 6–1             | Bob Bryan Mike Bryan                 | Max Mirnyi Daniel Nestor               | 6–2, 6–3              |
| Madrid Masters       | Roger Federer  | Tomáš Berdych   | 3–6, 7–5, 7–5        | Mariusz Fyrstenberg Marcin Matkowski | Robert Lindstedt Horia Tecău           | 6–3, 6–4              |
| Rome Masters         | Rafael Nadal   | Novak Djokovic  | 7–5, 6–3             | Marcel Granollers Marc López         | Łukasz Kubot Janko Tipsarević          | 6–3, 6–2              |
| Rogers Cup           | Novak Djokovic | Richard Gasquet | 6–3, 6–2             | Bob Bryan Mike Bryan                 | Marcel Granollers Marc López           | 6–1, 4–6, [12–10]     |
| Cincinnati Masters   | Roger Federer  | Novak Djokovic  | 6–0, 7–6(9–7)        | Robert Lindstedt Horia Tecău         | Mahesh Bhupathi Rohan Bopanna          | 6–4, 6–4              |
| Shanghai Masters     | Novak Djokovic | Andy Murray     | 5–7, 7–6(13–11), 6–3 | Leander Paes Radek Štěpánek          | Mahesh Bhupathi Rohan Bopanna          | 6–7(7-9), 6–3, [10–5] |
| BNP Paribas Masters  | David Ferrer   | Jerzy Janowicz  | 6–4, 6–3             | Mahesh Bhupathi Rohan Bopanna        | Aisam-ul-Haq Qureshi Jean-Julien Rojer | 7–6(8–6), 6–3         |

### 2011
| Địa điểm             | Vô địch đơn    | Á quân đơn         | Tỷ số              | Vô địch đôi                        | Á quân đôi                       | Tỷ số                 |
| -------------------- | -------------- | ------------------ | ------------------ | ---------------------------------- | -------------------------------- | --------------------- |
| Indian Wells Masters | Novak Djokovic | Rafael Nadal       | 4–6, 6–3, 6–2      | Alexandr Dolgopolov Xavier Malisse | Roger Federer Stanislas Wawrinka | 6–4, 6–7(5–7), [10–7] |
| Miami Masters        | Novak Djokovic | Rafael Nadal       | 4–6, 6–3, 7–6(7–4) | Mahesh Bhupathi Leander Paes       | Max Mirnyi Daniel Nestor         | 6–7(5–7), 6–2, [10–5] |
| Monte Carlo Masters  | Rafael Nadal   | David Ferrer       | 6–4, 7–5           | Bob Bryan Mike Bryan               | Juan Ignacio Chela Bruno Soares  | 6–3, 6–2              |
| Madrid Masters       | Novak Djokovic | Rafael Nadal       | 7–5, 6–4           | Bob Bryan Mike Bryan               | Michaël Llodra Nenad Zimonjić    | 6–3, 6–3              |
| Rome Masters         | Novak Djokovic | Rafael Nadal       | 6–4, 6–4           | John Isner Sam Querrey             | Mardy Fish Andy Roddick          | w/o                   |
| Rogers Cup           | Novak Djokovic | Mardy Fish         | 6–2, 3–6, 6–4      | Michaël Llodra Nenad Zimonjić      | Bob Bryan Mike Bryan             | 6–4, 6–7(5–7), [10–5] |
| Cincinnati Masters   | Andy Murray    | Novak Djokovic     | 6–4, 3–0 ret.      | Mahesh Bhupathi Leander Paes       | Michaël Llodra Nenad Zimonjić    | 7–6(7–4), 7–6(7–2)    |
| Shanghai Masters     | Andy Murray    | David Ferrer       | 7–5, 6–4           | Max Mirnyi Daniel Nestor           | Michaël Llodra Nenad Zimonjić    | 3–6, 6–1, [12–10]     |
| BNP Paribas Masters  | Roger Federer  | Jo-Wilfried Tsonga | 6–1, 7–6(7–3)      | Rohan Bopanna Aisam-ul-Haq Qureshi | Julien Benneteau Nicolas Mahut   | 6–2, 6–4              |

### 2010
| Địa điểm             | Vô địch đơn     | Á quân đơn        | Tỷ số               | Vô địch đôi                  | Á quân đôi                           | Tỷ số            |
| -------------------- | --------------- | ----------------- | ------------------- | ---------------------------- | ------------------------------------ | ---------------- |
| Indian Wells Masters | Ivan Ljubičić   | Andy Roddick      | 7–6(3), 7–6(5)      | Marc López Rafael Nadal      | Daniel Nestor Nenad Zimonjić         | 7–6(8), 6–3      |
| Miami Masters        | Andy Roddick    | Tomáš Berdych     | 7–5, 6–4            | Lukáš Dlouhý Leander Paes    | Mahesh Bhupathi Max Mirnyi           | 6–2, 7–5         |
| Monte Carlo Masters  | Rafael Nadal    | Fernando Verdasco | 6–0, 6–1            | Daniel Nestor Nenad Zimonjić | Mahesh Bhupathi Max Mirnyi           | 6–3, 2–0, RET    |
| Madrid Masters       | Rafael Nadal    | David Ferrer      | 7–5, 6–2            | Bob Bryan Mike Bryan         | John Isner Sam Querrey               | 6–2, 6–3         |
| Rome Masters         | Rafael Nadal    | Roger Federer     | 6–4, 7–6(5)         | Bob Bryan Mike Bryan         | Daniel Nestor Nenad Zimonjić         | 6–3, 6–4         |
| Rogers Cup           | Andy Murray     | Roger Federer     | 7–5, 7–5            | Bob Bryan Mike Bryan         | Julien Benneteau Michaël Llodra      | 7–5, 6–3         |
| Cincinnati Masters   | Roger Federer   | Mardy Fish        | 6–7(5), 7–6(1), 6–4 | Bob Bryan Mike Bryan         | Mahesh Bhupathi Max Mirnyi           | 6–3, 6–4.        |
| Shanghai Masters     | Andy Murray     | Roger Federer     | 6–3, 6–2            | Jürgen Melzer Leander Paes   | Mariusz Fyrstenberg Marcin Matkowski | 7–5, 4–6, [10–5] |
| BNP Paribas Masters  | Robin Söderling | Gaël Monfils      | 6–1, 7–6(1)         | Mahesh Bhupathi Max Mirnyi   | Mark Knowles Andy Ram                | 7–5, 7–5         |

### 2009
| Địa điểm             | Vô địch đơn       | Á quân đơn            | Tỷ số               | Vô địch đôi                         | Á quân đôi                           | Tỷ số                |
| -------------------- | ----------------- | --------------------- | ------------------- | ----------------------------------- | ------------------------------------ | -------------------- |
| Indian Wells Masters | Rafael Nadal      | Andy Murray           | 6–1, 6–2            | Mardy Fish Andy Roddick             | Max Mirnyi Andy Ram                  | 3–6, 6–1, [14–12]    |
| Miami Masters        | Andy Murray       | Novak Djokovic        | 6–2, 7–5            | Max Mirnyi Andy Ram                 | Ashley Fisher Stephen Huss           | 6–7(4), 6–2, [10–7]  |
| Monte Carlo Masters  | Rafael Nadal      | Novak Djokovic        | 6–3, 2–6, 6–1       | Daniel Nestor Nenad Zimonjić        | Bob Bryan Mike Bryan                 | 6–4, 6–1             |
| Madrid Masters       | Rafael Nadal      | Novak Djokovic        | 7–6(2), 6–2         | Daniel Nestor Nenad Zimonjić        | Bob Bryan Mike Bryan                 | 7–6(5), 6–3          |
| Rome Masters         | Roger Federer     | Rafael Nadal          | 6–4, 6–4            | Daniel Nestor Nenad Zimonjić        | Simon Aspelin Wesley Moodie          | 6–4, 6–4             |
| Rogers Cup           | Andy Murray       | Juan Martín del Potro | 6–7(4), 7–6(3), 6–1 | Mahesh Bhupathi Mark Knowles        | Max Mirnyi Andy Ram                  | 6–4, 6–3             |
| Cincinnati Masters   | Roger Federer     | Novak Djokovic        | 6–1, 7–5            | Daniel Nestor Nenad Zimonjić        | Bob Bryan Mike Bryan                 | 3–6, 7–6(2), [15–13] |
| Shanghai Masters     | Nikolay Davydenko | Rafael Nadal          | 7–6(3), 6–3         | Jo-Wilfried Tsonga Julien Benneteau | Mariusz Fyrstenberg Marcin Matkowski | 6–2, 6–4             |
| BNP Paribas Masters  | Novak Djokovic    | Gaël Monfils          | 6–2, 5–7, 7–6(3)    | Daniel Nestor Nenad Zimonjić        | Marcel Granollers Tommy Robredo      | 6–3, 6–4             |

### 2008
| Địa điểm     | Vô địch đơn        | Á quân đơn         | Tỷ số            | Vô địch đôi                          | Á quân đôi                   | Tỷ số             |
| ------------ | ------------------ | ------------------ | ---------------- | ------------------------------------ | ---------------------------- | ----------------- |
| Indian Wells | Novak Djokovic     | Mardy Fish         | 6–2, 5–7, 6–3    | Jonathan Erlich Andy Ram             | Daniel Nestor Nenad Zimonjić | 6–4, 6–4          |
| Miami        | Nikolay Davydenko  | Rafael Nadal       | 6–4, 6–2         | Bob Bryan Mike Bryan                 | Mahesh Bhupathi Mark Knowles | 6–2, 6–2          |
| Monte Carlo  | Rafael Nadal       | Roger Federer      | 7–5, 7–5         | Rafael Nadal Tommy Robredo           | Mahesh Bhupathi Mark Knowles | 6–3, 6–3          |
| Rome         | Novak Djokovic     | Stanislas Wawrinka | 4–6, 6–3, 6–3    | Bob Bryan Mike Bryan                 | Daniel Nestor Nenad Zimonjić | 3–6, 6–4, 10–8    |
| Hamburg      | Rafael Nadal       | Roger Federer      | 7–5, 6–7(3), 6–3 | Daniel Nestor Nenad Zimonjić         | Bob Bryan Mike Bryan         | 4–6, 7–5, 10–8    |
| Toronto      | Rafael Nadal       | Nicolas Kiefer     | 6–3, 6–2         | Daniel Nestor Nenad Zimonjić         | Bob Bryan Mike Bryan         | 6–2, 4–6, 10–8    |
| Cincinnati   | Andy Murray        | Novak Djokovic     | 7–6(4), 7–6(5)   | Bob Bryan Mike Bryan                 | Jonathan Erlich Andy Ram     | 4–6, 7–6(2), 10–7 |
| Madrid       | Andy Murray        | Gilles Simon       | 6–4, 7–6(6)      | Mariusz Fyrstenberg Marcin Matkowski | Mahesh Bhupathi Mark Knowles | 6–4, 6–2          |
| Paris        | Jo-Wilfried Tsonga | David Nalbandian   | 6–3, 4–6, 6–4    | Jonas Björkman Kevin Ullyett         | Jeff Coetzee Wesley Moodie   | 6–2, 6–2          |

### 2007
| Địa điểm     | Vô địch đơn      | Á quân đơn        | Tỷ số               | Vô địch đôi                    | Á quân đôi                           | Tỷ số             |
| ------------ | ---------------- | ----------------- | ------------------- | ------------------------------ | ------------------------------------ | ----------------- |
| Indian Wells | Rafael Nadal     | Novak Djokovic    | 6–2, 7–5            | Martin Damm Leander Paes       | Jonathan Erlich Andy Ram             | 6-4, 6-4          |
| Miami        | Novak Djokovic   | Guillermo Cañas   | 6–3, 6–2, 6–4       | Bob Bryan Mike Bryan           | Martin Damm Leander Paes             | 7-6(7), 3-6, 10-7 |
| Monte Carlo  | Rafael Nadal     | Roger Federer     | 6–4, 6–4            | Bob Bryan Mike Bryan           | Julien Benneteau Richard Gasquet     | 6-2, 6-1          |
| Rome         | Rafael Nadal     | Fernando González | 6–2, 6–2            | Fabrice Santoro Nenad Zimonjić | Bob Bryan Mike Bryan                 | 6-4, 6-7(4), 10-7 |
| Hamburg      | Roger Federer    | Rafael Nadal      | 2–6, 6–2, 6–0       | Bob Bryan Mike Bryan           | Paul Hanley Kevin Ullyett            | 6-3, 6-4          |
| Montreal     | Novak Djokovic   | Roger Federer     | 7–6(2), 2–6, 7–6(2) | Mahesh Bhupathi Pavel Vízner   | Paul Hanley Kevin Ullyett            | 6-4, 6-4          |
| Cincinnati   | Roger Federer    | James Blake       | 6–1, 6–4            | Jonathan Erlich Andy Ram       | Bob Bryan Mike Bryan                 | 6-4, 3-6, 13-11   |
| Madrid       | David Nalbandian | Roger Federer     | 1–6, 6–3, 6–3       | Bob Bryan Mike Bryan           | Mariusz Fyrstenberg Marcin Matkowski | 6-3, 7-6(4)       |
| Paris        | David Nalbandian | Rafael Nadal      | 6–4, 6–0            | Bob Bryan Mike Bryan           | Daniel Nestor Nenad Zimonjić         | 6-3, 7-6(4)       |

### 2006
| Địa điểm     | Vô địch đơn       | Á quân đơn          | Tỷ số                            | Vô địch đôi                   | Á quân đôi                     | Tỷ số          |
| ------------ | ----------------- | ------------------- | -------------------------------- | ----------------------------- | ------------------------------ | -------------- |
| Indian Wells | Roger Federer     | James Blake         | 7–5, 6–3, 6–0                    | Mark Knowles Daniel Nestor    | Bob Bryan Mike Bryan           | 6–4, 6–4       |
| Miami        | Roger Federer     | Ivan Ljubičić       | 7–6(5), 7–6(4), 7–6(6)           | Jonas Björkman Max Mirnyi     | Bob Bryan Mike Bryan           | 6–4, 6–4       |
| Monte Carlo  | Rafael Nadal      | Roger Federer       | 6–2, 6–7(2), 6–3, 7–6(5)         | Jonas Björkman Max Mirnyi     | Fabrice Santoro Nenad Zimonjić | 6–2, 7–6(2)    |
| Rome         | Rafael Nadal      | Roger Federer       | 6-7(0), 7-6(5), 6-4, 2-6, 7-6(5) | Mark Knowles Daniel Nestor    | Jonathan Erlich Andy Ram       | 4-6, 6-4, 10-6 |
| Hamburg      | Tommy Robredo     | Radek Štěpánek      | 6-1, 6-3, 6-3                    | Paul Hanley Kevin Ullyett     | Mark Knowles Daniel Nestor     | 4-6, 7-6, 10-4 |
| Toronto      | Roger Federer     | Richard Gasquet     | 2-6, 6-3, 6-2                    | Bob Bryan Mike Bryan          | Paul Hanley Kevin Ullyett      | 6–3, 7–5       |
| Cincinnati   | Andy Roddick      | Juan Carlos Ferrero | 6-3, 6-4                         | Jonas Björkman Max Mirnyi     | Bob Bryan Mike Bryan           | 7-6, 6-4       |
| Madrid       | Roger Federer     | Fernando González   | 7-5, 6-1, 6-0                    | Bob Bryan Mike Bryan          | Mark Knowles Daniel Nestor     | 7-5, 6-4       |
| Paris        | Nikolay Davydenko | Dominik Hrbatý      | 6-1, 6-2, 6-2                    | Arnaud Clément Michaël Llodra | Fabrice Santoro Nenad Zimonjić | 7-6(4), 6-2    |

### 2005
| Địa điểm     | Vô địch đơn   | Á quân đơn      | Tỷ số                         | Vô địch đôi                    | Á quân đôi                     | Tỷ số            |
| ------------ | ------------- | --------------- | ----------------------------- | ------------------------------ | ------------------------------ | ---------------- |
| Indian Wells | Roger Federer | Lleyton Hewitt  | 6–2, 6–4, 6–4                 | Mark Knowles Daniel Nestor     | Wayne Arthurs Paul Hanley      | 7–6, 7–6         |
| Miami        | Roger Federer | Rafael Nadal    | 2–6, 6–7(4), 7–6(5), 6–3, 6–1 | Jonas Björkman Max Mirnyi      | Wayne Black Kevin Ullyett      | 6–1, 6–2         |
| Monte Carlo  | Rafael Nadal  | Guillermo Coria | 6–3, 6–1, 0–6, 7–5            | Leander Paes Nenad Zimonjić    | Bob Bryan Mike Bryan           | w/o              |
| Rome         | Rafael Nadal  | Guillermo Coria | 6-4, 3-6, 6-3, 4-6, 7-6(6)    | Michaël Llodra Fabrice Santoro | Bob Bryan Mike Bryan           | 7-5, 6-4         |
| Hamburg      | Roger Federer | Richard Gasquet | 6-3, 7-5, 7-6(4)              | Jonas Björkman Max Mirnyi      | Michaël Llodra Fabrice Santoro | 6-2, 6-3         |
| Montreal     | Rafael Nadal  | Andre Agassi    | 6-3, 4-6, 6-2                 | Wayne Black Kevin Ullyett      | Jonathan Erlich Andy Ram       | 6–7(5), 6–3, 6–0 |
| Cincinnati   | Roger Federer | Andy Roddick    | 6-3, 7-5                      | Jonas Björkman Max Mirnyi      | Wayne Black Kevin Ullyett      | 6-4, 5-7, 6-2    |
| Madrid       | Rafael Nadal  | Ivan Ljubičić   | 3-6, 2-6, 6-3, 6-4, 7-6(3)    | Mark Knowles Daniel Nestor     | Leander Paes Nenad Zimonjić    | 3-6, 6-3, 6-2    |
| Paris        | Tomáš Berdych | Ivan Ljubičić   | 6-3, 6-4, 3-6, 4-6, 6-4       | Bob Bryan Mike Bryan           | Mark Knowles Daniel Nestor     | 6-4, 6-7(3), 6-4 |

### 2004
| Địa điểm     | Vô địch đơn     | Á quân đơn       | Tỷ số                 | Vô địch đôi                       | Á quân đôi                     | Tỷ số         |
| ------------ | --------------- | ---------------- | --------------------- | --------------------------------- | ------------------------------ | ------------- |
| Indian Wells | Roger Federer   | Tim Henman       | 6-3, 6-3              | Arnaud Clément Sébastien Grosjean | Wayne Black Kevin Ullyett      | 6-3, 4-6, 7-5 |
| Miami        | Andy Roddick    | Guillermo Coria  | 6-7(2), 6-3, 6-1, RET | Wayne Black Kevin Ullyett         | Jonas Björkman Todd Woodbridge | 6-2, 7-6      |
| Monte Carlo  | Guillermo Coria | Rainer Schüttler | 6-2, 6-1, 6-3         | Tim Henman Nenad Zimonjić         | Gastón Etlis Martín Rodríguez  | 7-5 6-4       |
| Rome         | Carlos Moyà     | David Nalbandian | 6-3, 6-3, 6-1         | Mahesh Bhupathi Max Mirnyi        | Wayne Arthurs Paul Hanley      | 1-6, 6-4, 7-6 |
| Hamburg      | Roger Federer   | Guillermo Coria  | 4-6, 6-4, 6-2, 6-3    | Wayne Black Kevin Ullyett         | Bob Bryan Mike Bryan           | 6-1, 6-2      |
| Toronto      | Roger Federer   | Andy Roddick     | 7-5, 6-3              | Mahesh Bhupathi Leander Paes      | Jonas Björkman Max Mirnyi      | 6–4, 6–2      |
| Cincinnati   | Andre Agassi    | Lleyton Hewitt   | 6-3, 3-6, 6-2         | Mark Knowles Daniel Nestor        | Jonas Björkman Todd Woodbridge | 7-6, 6-3      |
| Madrid       | Marat Safin     | David Nalbandian | 6-2, 6-4, 6-3         | Mark Knowles Daniel Nestor        | Bob Bryan Mike Bryan           | 6-3, 6-4      |
| Paris        | Marat Safin     | Radek Štěpánek   | 6-3, 7-6(5), 6-3      | Jonas Björkman Todd Woodbridge    | Wayne Black Kevin Ullyett      | 6-3, 6-4      |

### 2003
| Địa điểm     | Vô địch đơn         | Á quân đơn       | Tỷ số               | Vô địch đôi                       | Á quân đôi                     | Tỷ số         |
| ------------ | ------------------- | ---------------- | ------------------- | --------------------------------- | ------------------------------ | ------------- |
| Indian Wells | Lleyton Hewitt      | Gustavo Kuerten  | 6-1, 6-1            | Wayne Ferreira Yevgeny Kafelnikov | Bob Bryan Mike Bryan           | 6-1, 6-4      |
| Miami        | Andre Agassi        | Carlos Moyà      | 6-3, 6-3            | Roger Federer Max Mirnyi          | Leander Paes David Rikl        | 7-5, 6-3      |
| Monte Carlo  | Juan Carlos Ferrero | Guillermo Coria  | 6-2, 6-2            | Mahesh Bhupathi Max Mirnyi        | Michaël Llodra Fabrice Santoro | 4-6, 7-5, 6-2 |
| Rome         | Félix Mantilla      | Roger Federer    | 7-5, 6-2, 7-6(8)    | Wayne Arthurs Paul Hanley         | Michaël Llodra Fabrice Santoro | 7-5, 7-6      |
| Hamburg      | Guillermo Coria     | Agustín Calleri  | 6-3, 6-4, 6-4       | Mark Knowles Daniel Nestor        | Mahesh Bhupathi Max Mirnyi     | 6-4, 6-4      |
| Montreal     | Andy Roddick        | David Nalbandian | 6-1, 6-3            | Mahesh Bhupathi Max Mirnyi        | Jonas Björkman Todd Woodbridge | 6–3, 7–6(4)   |
| Cincinnati   | Andy Roddick        | Mardy Fish       | 4-6, 7-6(3), 7-6(4) | Bob Bryan Mike Bryan              | Wayne Arthurs Paul Hanley      | 7-6, 6-4      |
| Madrid       | Juan Carlos Ferrero | Nicolás Massú    | 6-3, 6-4, 6-3       | Mahesh Bhupathi Max Mirnyi        | Wayne Black Kevin Ullyett      | 6-2, 2-6, 6-3 |
| Paris        | Tim Henman          | Andrei Pavel     | 6-2, 7-6(6), 7-6(2) | Wayne Arthurs Paul Hanley         | Michaël Llodra Fabrice Santoro | 6-3, 1-6, 6-3 |

### 2002
| Địa điểm     | Vô địch đơn         | Á quân đơn     | Tỷ số              | Vô địch đôi                         | Á quân đôi                       | Tỷ số            |
| ------------ | ------------------- | -------------- | ------------------ | ----------------------------------- | -------------------------------- | ---------------- |
| Indian Wells | Lleyton Hewitt      | Tim Henman     | 6-1, 6-2           | Mark Knowles Daniel Nestor          | Roger Federer Max Mirnyi         | 6-4, 6-4         |
| Miami        | Andre Agassi        | Roger Federer  | 6-3, 6-3, 3-6, 6-4 | Mark Knowles Daniel Nestor          | Donald Johnson Jared Palmer      | 6-3, 3-6, 6-1    |
| Monte Carlo  | Juan Carlos Ferrero | Carlos Moyà    | 7-5, 6-3, 6-4      | Jonas Björkman Todd Woodbridge      | Paul Haarhuis Yevgeny Kafelnikov | 6-3, 3-6, 10-7   |
| Rome         | Andre Agassi        | Tommy Haas     | 6-3, 6-3, 6-0      | Martin Damm Cyril Suk               | Wayne Black Kevin Ullyett        | 7-5, 7-5         |
| Hamburg      | Roger Federer       | Marat Safin    | 6-1, 6-3, 6-4      | Mahesh Bhupathi Jan-Michael Gambill | Jonas Björkman Todd Woodbridge   | 6-2, 6-4         |
| Toronto      | Guillermo Cañas     | Andy Roddick   | 6-4, 7-5           | Bob Bryan Mike Bryan                | Mark Knowles Daniel Nestor       | 4–6, 7–6(1), 6–3 |
| Cincinnati   | Carlos Moyà         | Lleyton Hewitt | 7-5, 7-6(5)        | James Blake Todd Martin             | Mahesh Bhupathi Max Mirnyi       | 7-5, 6-3         |
| Madrid       | Andre Agassi        | Jiří Novák     | W/O                | Mark Knowles Daniel Nestor          | Mahesh Bhupathi Max Mirnyi       | 6-3, 5-7, 6-0    |
| Paris        | Marat Safin         | Lleyton Hewitt | 7-6(4), 6-0, 6-4   | Nicolas Escudé Fabrice Santoro      | Gustavo Kuerten Cédric Pioline   | 6-3, 6-3         |

### 2001
| Địa điểm     | Vô địch đơn         | Á quân đơn          | Tỷ số                      | Vô địch đôi                       | Á quân đôi                     | Tỷ số            |
| ------------ | ------------------- | ------------------- | -------------------------- | --------------------------------- | ------------------------------ | ---------------- |
| Indian Wells | Andre Agassi        | Pete Sampras        | 7-6(5), 7-5, 6-1           | Wayne Ferreira Yevgeny Kafelnikov | Jonas Björkman Todd Woodbridge | 6-2, 7-5         |
| Miami        | Andre Agassi        | Jan-Michael Gambill | 7-6(4), 6-1, 6-0           | Jiří Novák David Rikl             | Jonas Björkman Todd Woodbridge | 7-5, 7-6         |
| Monte Carlo  | Gustavo Kuerten     | Hicham Arazi        | 6-3, 6-2, 6-4              | Jonas Björkman Todd Woodbridge    | Joshua Eagle Andrew Florent    | 3-6, 6-4, 6-2    |
| Rome         | Juan Carlos Ferrero | Gustavo Kuerten     | 3-6, 6-1, 2-6, 6-4, 6-2    | Wayne Ferreira Yevgeny Kafelnikov | Daniel Nestor Sandon Stolle    | 6-4, 7-6         |
| Hamburg      | Albert Portas       | Juan Carlos Ferrero | 4-6, 6-2, 0-6, 7-6(5), 7-5 | Jonas Björkman Todd Woodbridge    | Daniel Nestor Sandon Stolle    | 7-6, 3-6, 6-3    |
| Montreal     | Andrei Pavel        | Patrick Rafter      | 7-6(3), 2-6, 6-3           | Jiří Novák David Rikl             | Donald Johnson Jared Palmer    | 6–4, 3–6, 6–3    |
| Cincinnati   | Gustavo Kuerten     | Patrick Rafter      | 6-1, 6-3                   | Mahesh Bhupathi Leander Paes      | Martin Damm David Prinosil     | 7-6, 6-3         |
| Stuttgart    | Tommy Haas          | Max Mirnyi          | 6-2, 6-2, 6-2              | Max Mirnyi Sandon Stolle          | Ellis Ferreira Jeff Tarango    | 7-6, 6-3         |
| Paris        | Sébastien Grosjean  | Yevgeny Kafelnikov  | 7-6(3), 6-1, 6-7(5), 6-4   | Ellis Ferreira Rick Leach         | Mahesh Bhupathi Leander Paes   | 5-7, 7-6(2), 6-4 |

### 2000
| Địa điểm     | Vô địch đơn     | Á quân đơn         | Tỷ số                           | Vô địch đôi                       | Á quân đôi                        | Tỷ số         |
| ------------ | --------------- | ------------------ | ------------------------------- | --------------------------------- | --------------------------------- | ------------- |
| Indian Wells | Àlex Corretja   | Thomas Enqvist     | 6-4, 6-4, 6-3                   | Alex O'Brien Jared Palmer         | Paul Haarhuis Sandon Stolle       | 6-4, 7-6      |
| Miami        | Pete Sampras    | Gustavo Kuerten    | 6-1, 6-7(2), 7-6(5), 7-6(8)     | Todd Woodbridge Mark Woodforde    | Martin Damm Dominik Hrbatý        | 6-3, 6-4      |
| Monte Carlo  | Cédric Pioline  | Dominik Hrbatý     | 6-3, 7-6(3), 7-6(6)             | Wayne Ferreira Yevgeny Kafelnikov | Paul Haarhuis Sandon Stolle       | 6-3, 2-6, 6-1 |
| Rome         | Magnus Norman   | Gustavo Kuerten    | 6-3, 4-6, 6-4, 6-4              | Martin Damm Dominik Hrbatý        | Wayne Ferreira Yevgeny Kafelnikov | 6-4, 4-6, 6-3 |
| Hamburg      | Gustavo Kuerten | Marat Safin        | 6-4, 5-7, 6-4, 5-7, 7-6(3)      | Todd Woodbridge Mark Woodforde    | Wayne Arthurs Sandon Stolle       | 6-7, 6-4, 6-3 |
| Toronto      | Marat Safin     | Harel Levy         | 6-3, 6-2                        | Sébastien Lareau Daniel Nestor    | Joshua Eagle Andrew Florent       | 6–3, 7–6      |
| Cincinnati   | Thomas Enqvist  | Tim Henman         | 7-6(5), 6-4                     | Todd Woodbridge Mark Woodforde    | Ellis Ferreira Rick Leach         | 7-6, 6-4      |
| Stuttgart    | Wayne Ferreira  | Lleyton Hewitt     | 7-6(6),3-6, 6-7(5), 7-6(2), 6-2 | Jiří Novák David Rikl             | Donald Johnson Piet Norval        | 6-2, 6-2      |
| Paris        | Marat Safin     | Mark Philippoussis | 3-6, 7-6(7), 6-4, 3-6, 7-6(8)   | Nicklas Kulti Max Mirnyi          | Paul Haarhuis Daniel Nestor       | 7-6(6), 7-5   |

### 1999
| Địa điểm     | Vô địch đơn        | Á quân đơn         | Tỷ số                         | Vô địch đôi                    | Á quân đôi                        | Tỷ số         |
| ------------ | ------------------ | ------------------ | ----------------------------- | ------------------------------ | --------------------------------- | ------------- |
| Indian Wells | Mark Philippoussis | Carlos Moyà        | 5-7, 6-4, 6-4, 4-6, 6-2       | Wayne Black Sandon Stolle      | Ellis Ferreira Rick Leach         | 6-3, 6-4      |
| Miami        | Richard Krajicek   | Sébastien Grosjean | 4-6, 6-1, 6-2, 7-5            | Wayne Black Sandon Stolle      | Boris Becker Jan-Michael Gambill  | 6-1, 6-1      |
| Monte Carlo  | Gustavo Kuerten    | Marcelo Ríos       | 6-4, 2-1, RET                 | Olivier Delaître Tim Henman    | Jiří Novák David Rikl             | 3-6, 6-4, 6-2 |
| Rome         | Gustavo Kuerten    | Patrick Rafter     | 6-4, 7-5, 7-6(6)              | Ellis Ferreira Rick Leach      | David Adams John-Laffnie de Jager | 6-7, 6-1, 6-2 |
| Hamburg      | Marcelo Ríos       | Mariano Zabaleta   | 6-7(5), 7-5, 5-7, 7-6(5), 6-2 | Wayne Arthurs Andrew Kratzmann | Paul Haarhuis Jared Palmer        | 4-6, 7-6, 6-4 |
| Montreal     | Thomas Johansson   | Yevgeny Kafelnikov | 1-6, 6-3, 6-3                 | Jonas Björkman Patrick Rafter  | Byron Black Wayne Ferreira        | 7-6, 6-4      |
| Cincinnati   | Pete Sampras       | Patrick Rafter     | 7-6(7), 6-3                   | Byron Black Jonas Björkman     | Todd Woodbridge Mark Woodforde    | 6-1, 2-6, 7-6 |
| Stuttgart    | Thomas Enqvist     | Richard Krajicek   | 6-1, 6-4, 5-7, 7-5            | Byron Black Jonas Björkman     | David Adams John-Laffnie de Jager | 6-3, 6-4      |
| Paris        | Andre Agassi       | Marat Safin        | 7-6(1), 6-2, 4-6, 6-4         | Sébastien Lareau Alex O'Brien  | Paul Haarhuis Jared Palmer        | 6-1, 6-3      |

### 1998
| Địa điểm     | Vô địch đơn      | Á quân đơn         | Tỷ số                     | Vô địch đôi                      | Á quân đôi                       | Tỷ số         |
| ------------ | ---------------- | ------------------ | ------------------------- | -------------------------------- | -------------------------------- | ------------- |
| Indian Wells | Marcelo Ríos     | Greg Rusedski      | 6-3, 6-7(15), 7-6(4), 6-4 | Jonas Björkman Patrick Rafter    | Todd Martin Richey Reneberg      | 6-0, 6-3      |
| Miami        | Marcelo Ríos     | Andre Agassi       | 7-5, 6-3, 6-4             | Ellis Ferreira Rick Leach        | Alex O'Brien Jonathan Stark      | 6-2, 6-4      |
| Monte Carlo  | Carlos Moyà      | Cédric Pioline     | 6-3, 6-0, 7-5             | Jacco Eltingh Paul Haarhuis      | Daniel Orsanic Cyril Suk         | 6-4, 6-2      |
| Rome         | Marcelo Ríos     | Albert Costa       | W/O                       | Mahesh Bhupathi Leander Paes     | Ellis Ferreira Rick Leach        | 6-4, 4-6, 7-6 |
| Hamburg      | Albert Costa     | Àlex Corretja      | 6-2, 6-0, 1-0, RET        | Donald Johnson Francisco Montana | David Adams Brett Steven         | 6-4, 6-4      |
| Toronto      | Patrick Rafter   | Richard Krajicek   | 7-6(3), 6-4               | Martin Damm Jim Grabb            | Ellis Ferreira Rick Leach        | 6-7 6-2 7-6   |
| Cincinnati   | Patrick Rafter   | Pete Sampras       | 1-6, 7-6(2), 6-4          | Mark Knowles Daniel Nestor       | Olivier Delaître Fabrice Santoro | 6-7, 6-4, 6-4 |
| Stuttgart    | Richard Krajicek | Yevgeny Kafelnikov | 6-4, 6-3, 6-3             | Sébastien Lareau Alex O'Brien    | Mahesh Bhupathi Leander Paes     | 4-6, 6-3, 7-5 |
| Paris        | Greg Rusedski    | Pete Sampras       | 6-4, 7-6(4), 6-3          | Mahesh Bhupathi Leander Paes     | Jacco Eltingh Paul Haarhuis      | 7-6, 7-6      |

### 1997
| Địa điểm     | Vô địch đơn     | Á quân đơn       | Tỷ số              | Vô địch đôi                      | Á quân đôi                        | Tỷ số         |
| ------------ | --------------- | ---------------- | ------------------ | -------------------------------- | --------------------------------- | ------------- |
| Indian Wells | Michael Chang   | Bohdan Ulihrach  | 4-6, 6-3, 6-4, 6-3 | Mark Knowles Daniel Nestor       | Mark Philippoussis Patrick Rafter | 7-5, 6-4      |
| Miami        | Thomas Muster   | Sergi Bruguera   | 7-6(6), 6-3, 6-1   | Todd Woodbridge Mark Woodforde   | Mark Knowles Daniel Nestor        | 7-6, 7-6      |
| Monte Carlo  | Marcelo Ríos    | Àlex Corretja    | 6-4, 6-3, 6-3      | Donald Johnson Francisco Montana | Jacco Eltingh Paul Haarhuis       | 6-4, 6-4      |
| Rome         | Àlex Corretja   | Marcelo Ríos     | 7-5, 7-5, 6-3      | Mark Knowles Daniel Nestor       | Byron Black Alex O'Brien          | 6-3, 4-6, 7-5 |
| Hamburg      | Andriy Medvedev | Félix Mantilla   | 6-0, 6-4, 6-2      | Luis Lobo Javier Sánchez         | Neil Broad Piet Norval            | 6-2, 3-6, 6-4 |
| Montréal     | Chris Woodruff  | Gustavo Kuerten  | 7-5, 4-6, 6-3      | Mahesh Bhupathi Leander Paes     | Sébastien Lareau Alex O'Brien     | 4-6, 6-3, 6-4 |
| Cincinnati   | Pete Sampras    | Thomas Muster    | 6-3, 6-4           | Todd Woodbridge Mark Woodforde   | Mark Philippoussis Patrick Rafter | 6-4, 6-2      |
| Stuttgart    | Petr Korda      | Richard Krajicek | 7-6(6), 6-2, 6-4   | Mark Woodforde Todd Woodbridge   | Rick Leach Jonathan Stark         | 7-6, 7-6      |
| Paris        | Pete Sampras    | Jonas Björkman   | 6-3, 4-6, 6-3, 6-1 | Jacco Eltingh Paul Haarhuis      | Rick Leach Jonathan Stark         | 6-2, 6-4      |

### 1996
| Địa điểm     | Vô địch đơn       | Á quân đơn         | Tỷ số                   | Vô địch đôi                     | Á quân đôi                       | Tỷ số         |
| ------------ | ----------------- | ------------------ | ----------------------- | ------------------------------- | -------------------------------- | ------------- |
| Indian Wells | Michael Chang     | Paul Haarhuis      | 7-5, 6-1, 6-1           | Todd Woodbridge Mark Woodforde  | Brian MacPhie Michael Tebbutt    | 6-3, 6-4      |
| Miami        | Andre Agassi      | Goran Ivanišević   | 3-0, RET                | Todd Woodbridge Mark Woodforde  | Ellis Ferreira Patrick Galbraith | 6-1, 6-3      |
| Monte Carlo  | Thomas Muster     | Albert Costa       | 6-3, 5-7, 4-6, 6-3, 6-2 | Ellis Ferreira Jan Siemerink    | Jonas Björkman Nicklas Kulti     | 6-2, 6-7, 6-2 |
| Rome         | Thomas Muster     | Richard Krajicek   | 6-2, 6-4, 3-6, 6-3      | Byron Black Grant Connell       | Libor Pimek Byron Talbot         | 6-2, 6-3      |
| Hamburg      | Roberto Carretero | Àlex Corretja      | 2-6, 6-4, 6-4, 6-4      | Mark Knowles Daniel Nestor      | Guy Forget Jakob Hlasek          | 6-4, 7-6      |
| Toronto      | Wayne Ferreira    | Todd Woodbridge    | 6-2, 6-4                | Patrick Galbraith Paul Haarhuis | Mark Knowles Daniel Nestor       | 7-6, 6-3      |
| Cincinnati   | Andre Agassi      | Michael Chang      | 7-6(4), 6-4             | Mark Knowles Daniel Nestor      | Sandon Stolle Cyril Suk          | 6-2, 7-5      |
| Stuttgart    | Boris Becker      | Pete Sampras       | 3-6, 6-3, 3-6, 6-3, 6-4 | Sébastien Lareau Alex O'Brien   | Jacco Eltingh Paul Haarhuis      | 6-4, 6-4      |
| Paris        | Thomas Enqvist    | Yevgeny Kafelnikov | 6-2, 6-4, 7-5           | Jacco Eltingh Paul Haarhuis     | Yevgeny Kafelnikov Daniel Vacek  | 6-2, 6-4      |

### 1995
| Địa điểm     | Vô địch đơn     | Á quân đơn         | Tỷ số                      | Vô địch đôi                         | Á quân đôi                   | Tỷ số         |
| ------------ | --------------- | ------------------ | -------------------------- | ----------------------------------- | ---------------------------- | ------------- |
| Indian Wells | Pete Sampras    | Andre Agassi       | 7-5, 6-3, 7-5              | Tommy Ho Brett Steven               | Gary Muller Piet Norval      | 7-6, 6-7, 6-4 |
| Miami        | Andre Agassi    | Pete Sampras       | 3-6, 6-2, 7-6(4)           | Todd Woodbridge Mark Woodforde      | Jim Grabb Patrick McEnroe    | 6-3, 7-6      |
| Monte Carlo  | Thomas Muster   | Boris Becker       | 4-6, 5-7, 6-1, 7-6(6), 6-0 | Jacco Eltingh Paul Haarhuis         | Luis Lobo Javier Sánchez     | 6-1, 6-2      |
| Hamburg      | Andriy Medvedev | Goran Ivanišević   | 6-3, 6-2, 6-1              | Wayne Ferreira Yevgeny Kafelnikov   | Byron Black Andrei Olhovskiy | 7-6, 6-0      |
| Rome         | Thomas Muster   | Sergi Bruguera     | 3-6, 7-6(5), 6-2, 6-3      | Cyril Suk Daniel Vacek              | Jan Apell Jonas Björkman     | 6-3, 6-4      |
| Montreal     | Andre Agassi    | Pete Sampras       | 3-6, 6-2, 6-3              | Yevgeny Kafelnikov Andrei Olhovskiy | Brian MacPhie Sandon Stolle  | 6-4, 6-4      |
| Cincinnati   | Andre Agassi    | Michael Chang      | 7-5, 6-2                   | Todd Woodbridge Mark Woodforde      | Mark Knowles Daniel Nestor   | 6-4, 6-4      |
| Essen        | Thomas Muster   | MaliVai Washington | 7-6(6), 2-6, 6-3, 6-4      | Jacco Eltingh Paul Haarhuis         | Cyril Suk Daniel Vacek       | 7-5, 6-7, 6-4 |
| Paris        | Pete Sampras    | Boris Becker       | 7-6(5), 6-4, 6-4           | Grant Connell Patrick Galbraith     | Jim Grabb Todd Martin        | 6-3, 7-6      |

### 1994
| Địa điểm     | Vô địch đơn     | Á quân đơn         | Tỷ số                   | Vô địch đôi                     | Á quân đôi                      | Tỷ số         |
| ------------ | --------------- | ------------------ | ----------------------- | ------------------------------- | ------------------------------- | ------------- |
| Indian Wells | Pete Sampras    | Petr Korda         | 4-6, 6-3, 3-6, 6-3, 6-2 | Grant Connell Patrick Galbraith | Byron Black Jonathan Stark      | 3-6, 6-1, 7-6 |
| Miami        | Pete Sampras    | Andre Agassi       | 5-7, 6-3, 6-3           | Jacco Eltingh Paul Haarhuis     | Mark Knowles Jared Palmer       | 7-6, 7-6      |
| Monte Carlo  | Andriy Medvedev | Sergi Bruguera     | 7-5, 6-1, 6-3           | Nicklas Kulti Magnus Larsson    | Yevgeny Kafelnikov Daniel Vacek | 3-6, 7-6, 6-4 |
| Hamburg      | Andriy Medvedev | Yevgeny Kafelnikov | 6-4, 6-4, 3-6, 6-3      | Scott Melville Piet Norval      | Henrik Holm Anders Järryd       | 7-6, 6-3      |
| Rome         | Pete Sampras    | Boris Becker       | 6-1, 6-2, 6-2           | Yevgeny Kafelnikov David Rikl   | Wayne Ferreira Javier Sánchez   | 6-1, 7-5      |
| Toronto      | Andre Agassi    | Jason Stoltenberg  | 6-4, 6-4                | Byron Black Jonathan Stark      | Jared Palmer Patrick McEnroe    | 6-4, 6-4      |
| Cincinnati   | Michael Chang   | Stefan Edberg      | 6-2, 7-5                | Alex O'Brien Sandon Stolle      | Wayne Ferreira Mark Kratzmann   | 7-6, 3-6, 6-3 |
| Stockholm    | Boris Becker    | Goran Ivanišević   | 4-6, 6-4, 6-3, 7-6(4)   | Mark Woodforde Todd Woodbridge  | Jan Apell Jonas Björkman        | 6-4, 4-6, 6-3 |
| Paris        | Andre Agassi    | Marc Rosset        | 6-3, 6-3, 4-6, 7-5      | Jacco Eltingh Paul Haarhuis     | Byron Black Jonathan Stark      | 6-4, 6-3      |

### 1993
| Địa điểm     | Vô địch đơn      | Á quân đơn         | Tỷ số                    | Vô địch đôi                    | Á quân đôi                      | Tỷ số         |
| ------------ | ---------------- | ------------------ | ------------------------ | ------------------------------ | ------------------------------- | ------------- |
| Indian Wells | Jim Courier      | Wayne Ferreira     | 6-3, 6-3, 6-1            | Guy Forget Henri Leconte       | Luke Jensen Scott Melville      | 4-6, 6-2, 7-6 |
| Miami        | Pete Sampras     | MaliVai Washington | 6-3, 6-2                 | Richard Krajicek Jan Siemerink | Patrick McEnroe Jonathan Stark  | 6-7, 6-4, 7-6 |
| Monte Carlo  | Sergi Bruguera   | Cédric Pioline     | 7-6(2), 6-0              | Stefan Edberg Petr Korda       | Paul Haarhuis Mark Koevermans   | 6-2 2-6, 7-5  |
| Hamburg      | Michael Stich    | Andrei Chesnokov   | 6-3, 6-7(1), 7-6(7), 6-4 | Paul Haarhuis Mark Koevermans  | Grant Connell Patrick Galbraith | 7-6, 6-4      |
| Rome         | Jim Courier      | Goran Ivanišević   | 6-1, 6-2, 6-2            | Jacco Eltingh Paul Haarhuis    | Wayne Ferreira Mark Kratzmann   | 6-4, 7-6      |
| Montreal     | Mikael Pernfors  | Todd Martin        | 2-6, 6-2, 7-5            | Jim Courier Mark Knowles       | Glenn Michibata David Pate      | 6-1 1-6 7-6   |
| Cincinnati   | Michael Chang    | Stefan Edberg      | 7-5, 0-6, 6-4            | Andre Agassi Petr Korda        | Stefan Edberg Henrik Holm       | 6-4, 7-6      |
| Stockholm    | Michael Stich    | Goran Ivanišević   | 4-6, 7-6(6), 7-6(3), 6-2 | Mark Woodforde Todd Woodbridge | Gary Muller Danie Visser        | 7-6, 5-7, 7-6 |
| Paris        | Goran Ivanišević | Andriy Medvedev    | 6-4, 6-2, 7-6(3)         | Byron Black Jonathan Stark     | Tom Nijssen Cyril Suk           | 7-6, 6-4      |

### 1992
| Địa điểm     | Vô địch đơn      | Á quân đơn       | Tỷ số                    | Vô địch đôi                    | Á quân đôi                     | Tỷ số         |
| ------------ | ---------------- | ---------------- | ------------------------ | ------------------------------ | ------------------------------ | ------------- |
| Indian Wells | Michael Chang    | Andrei Chesnokov | 6-3, 6-4, 7-5            | Steve DeVries David Macpherson | Kent Kinnear Sven Salumaa      | 6-3, 2-6, 6-4 |
| Miami        | Michael Chang    | Alberto Mancini  | 7-5, 7-5                 | Ken Flach Todd Witsken         | Kent Kinnear Sven Salumaa      | 6-4, 6-3      |
| Monte Carlo  | Thomas Muster    | Aaron Krickstein | 6-3, 6-1, 6-3            | Boris Becker Michael Stich     | Petr Korda Karel Nováček       | 3-6, 6-1, 6-4 |
| Hamburg      | Stefan Edberg    | Michael Stich    | 5-7, 6-4, 6-1            | Sergio Casal Emilio Sánchez    | Carl-Uwe Steeb Michael Stich   | 6-3, 3-6, 6-4 |
| Rome         | Jim Courier      | Carlos Costa     | 7-6(3), 6-0, 6-4         | Jakob Hlasek Marc Rosset       | Wayne Ferreira Mark Kratzmann  | 6-4, 3-6, 6-1 |
| Toronto      | Andre Agassi     | Ivan Lendl       | 3-6, 6-2, 6-0            | Danie Visser Patrick Galbraith | Andre Agassi John McEnroe      | 6-4, 6-4      |
| Cincinnati   | Pete Sampras     | Ivan Lendl       | 6-3, 3-6, 6-3            | Todd Woodbridge Mark Woodforde | Patrick McEnroe Jonathan Stark | 7-6, 6-4      |
| Stockholm    | Goran Ivanišević | Guy Forget       | 7-6(2), 4-6, 7-6(5), 6-2 | Mark Woodforde Todd Woodbridge | Steve DeVries David Macpherson | 6-4, 6-4      |
| Paris        | Boris Becker     | Guy Forget       | 7-6(3), 6-3, 3-6, 6-3    | John McEnroe Patrick McEnroe   | Patrick Galbraith Danie Visser | 7-6, 6-3      |

### 1991
| Địa điểm     | Vô địch đơn      | Á quân đơn        | Tỷ số                      | Vô địch đôi                     | Á quân đôi                    | Tỷ số         |
| ------------ | ---------------- | ----------------- | -------------------------- | ------------------------------- | ----------------------------- | ------------- |
| Indian Wells | Jim Courier      | Guy Forget        | 4-6, 6-3, 4-6, 6-3, 7-6(4) | Jim Courier Javier Sánchez      | Guy Forget Henri Leconte      | 7-6, 6-1      |
| Miami        | Jim Courier      | David Wheaton     | 4-6, 6-3, 6-4              | Wayne Ferreira Piet Norval      | Ken Flach Robert Seguso       | 5-7, 7-6, 6-2 |
| Monte Carlo  | Sergi Bruguera   | Boris Becker      | 5-7, 6-4, 7-6(6), 7-6(4)   | Luke Jensen Laurie Warder       | Paul Haarhuis Mark Koevermans | 6-4, 6-3      |
| Hamburg      | Karel Nováček    | Magnus Gustafsson | 6-3, 6-3, 5-7, 0-6, 6-1    | Sergio Casal Emilio Sánchez     | Cassio Motta Danie Visser     | 7-6, 7-6      |
| Rome         | Emilio Sánchez   | Alberto Mancini   | 6-3, 6-1, 3-0, RET         | Omar Camporese Goran Ivanišević | Luke Jensen Laurie Warder     | 6-2, 6-3      |
| Montreal     | Andrei Chesnokov | Petr Korda        | 3-6, 6-4, 6-3              | Galbraith Todd Witsken          | Grant Connell Glenn Michibata |               |
| Cincinnati   | Guy Forget       | Pete Sampras      | 2-6, 7-6(4), 6-4           | Ken Flach Robert Seguso         | Grant Connell Glenn Michibata | 6-3, 6-4      |
| Stockholm    | Boris Becker     | Stefan Edberg     | 3-6, 6-4, 1-6, 6-2, 6-2    | John Fitzgerald Anders Järryd   | Tom Nijssen Cyril Suk         | 7-5, 6-3      |
| Paris        | Guy Forget       | Pete Sampras      | 7-6(9), 4-6, 5-7, 6-4, 6-4 | John Fitzgerald Anders Järryd   | Kelly Jones Rick Leach        | 7-6, 6-4      |

### 1990
| Địa điểm     | Vô địch đơn      | Á quân đơn       | Tỷ số                | Vô địch đôi                  | Á quân đôi                    | Tỷ số         |
| ------------ | ---------------- | ---------------- | -------------------- | ---------------------------- | ----------------------------- | ------------- |
| Indian Wells | Stefan Edberg    | Andre Agassi     | 6–4, 5–7, 7–61, 7–66 | Boris Becker Guy Forget      | Jim Grabb Patrick McEnroe     | 6–4, 6–3      |
| Miami        | Andre Agassi     | Stefan Edberg    | 6-1, 6-4, 0-6, 6-2   | Rick Leach Jim Pugh          | Boris Becker Cassio Motta     | 6-3, 6-4      |
| Monte Carlo  | Andrei Chesnokov | Thomas Muster    | 7-5, 6-3, 6-3        | Petr Korda Tomáš Šmíd        | Andrés Gómez Javier Sánchez   | 6-2, 6-1      |
| Hamburg      | Juan Aguilera    | Boris Becker     | 6-1, 6-0, 7-6(7)     | Sergi Bruguera Jim Courier   | Udo Riglewski Michael Stich   | 4-6, 6-1, 7-6 |
| Rome         | Thomas Muster    | Andrei Chesnokov | 6-1, 6-3, 6-1        | Sergio Casal Emilio Sánchez  | Jim Courier Martin Davis      | 7-6, 7-5      |
| Toronto      | Michael Chang    | Jay Berger       | 4-6, 6-3, 7-6(2)     | Paul Annacone David Wheaton  | Broderick Dyke Peter Lundgren | 7-6, 6-1      |
| Cincinnati   | Stefan Edberg    | Brad Gilbert     | 6-1, 6-1             | Darren Cahill Mark Kratzmann | Neil Broad Gary Muller        | 7-6, 6-4      |
| Stockholm    | Boris Becker     | Stefan Edberg    | 6-4, 6-0, 6-3        | Guy Forget Jakob Hlasek      | John Fitzgerald Anders Järryd | 6-2, 6-3      |
| Paris        | Stefan Edberg    | Boris Becker     | 3-3, RET             | Scott Davis David Pate       | Darren Cahill Mark Kratzmann  | 7-6, 7-6      |

## Vô địch các giải đấu

### Đơn
Từ năm 1990.
|      | Indian Wells        | Miami            | Mt. Carlo        | Madrid           | Rome             | Canada           | Cincinnati       | Shanghai         | Paris            |
| ---- | ------------------- | ---------------- | ---------------- | ---------------- | ---------------- | ---------------- | ---------------- | ---------------- | ---------------- |
| 1990 | Edberg (1/4)        | Agassi (1/17)    | Chesnokov (1/2)  | Aguilera (1/1)   | Muster (1/8)     | Chang (1/7)      | Edberg (2/4)     | Becker (1/5)     | Edberg (3/4)     |
| 1991 | Courier (1/5)       | Courier (2/5)    | Bruguera (1/2)   | Nováček (1/1)    | Sánchez (1/1)    | Chesnokov (2/2)  | Forget (1/2)     | Becker (2/5)     | Forget (2/2)     |
| 1992 | Chang (2/7)         | Chang (3/7)      | Muster (2/8)     | Edberg (4/4)     | Courier (3/5)    | Agassi (2/17)    | Sampras (1/11)   | Ivanišević (1/2) | Becker (3/5)     |
| 1993 | Courier (4/5)       | Sampras (2/11)   | Bruguera (2/2)   | Stich (1/2)      | Courier (5/5)    | Pernfors (1/1)   | Chang (4/7)      | Stich (2/2)      | Ivanišević (2/2) |
| 1994 | Sampras (3/11)      | Sampras (4/11)   | Medvedev (1/4)   | Medvedev (2/4)   | Sampras (5/11)   | Agassi (3/17)    | Chang (5/7)      | Becker (4/5)     | Agassi (4/17)    |
| 1995 | Sampras (6/11)      | Agassi (5/17)    | Muster (3/8)     | Medvedev (3/4)   | Muster (4/8)     | Agassi (6/17)    | Agassi (7/17)    | Muster (5/8)     | Sampras (7/11)   |
| 1996 | Chang (6/7)         | Agassi (8/17)    | Muster (6/8)     | Carretero (1/1)  | Muster (7/8)     | Ferreira (1/2)   | Agassi (9/17)    | Becker (5/5)     | Enqvist (1/3)    |
| 1997 | Chang (7/7)         | Muster (8/8)     | Ríos (1/5)       | Medvedev (4/4)   | Corretja (1/2)   | Woodruff (1/1)   | Sampras (8/11)   | Korda (1/1)      | Sampras (9/11)   |
| 1998 | Ríos (2/5)          | Ríos (3/5)       | Moyà (1/3)       | Costa (1/1)      | Ríos (4/5)       | Rafter (1/2)     | Rafter (2/2)     | Krajicek (1/2)   | Rusedski (1/1)   |
| 1999 | Philippoussis (1/1) | Krajicek (2/2)   | Kuerten (1/5)    | Ríos (5/5)       | Kuerten (2/5)    | Johansson (1/1)  | Sampras (10/11)  | Enqvist (2/3)    | Agassi (10/17)   |
| 2000 | Corretja (2/2)      | Sampras (11/11)  | Pioline (1/1)    | Kuerten (3/5)    | Norman (1/1)     | Safin (1/5)      | Enqvist (3/3)    | Ferreira (2/2)   | Safin (2/5)      |
| 2001 | Agassi (11/17)      | Agassi (12/17)   | Kuerten (4/5)    | Portas (1/1)     | Ferrero (1/4)    | Pavel (1/1)      | Kuerten (5/5)    | Haas (1/1)       | Grosjean (1/1)   |
| 2002 | Hewitt (1/2)        | Agassi (13/17)   | Ferrero (2/4)    | Federer (1/28)   | Agassi (14/17)   | Cañas (1/1)      | Moyà (2/3)       | Agassi (15/17)   | Safin (3/5)      |
| 2003 | Hewitt (2/2)        | Agassi (16/17)   | Ferrero (3/4)    | Coria (1/2)      | Mantilla (1/1)   | Roddick (1/5)    | Roddick (2/5)    | Ferrero (4/4)    | Henman (1/1)     |
| 2004 | Federer (2/28)      | Roddick (3/5)    | Coria (2/2)      | Federer (3/28)   | Moyà (3/3)       | Federer (4/28)   | Agassi (17/17)   | Safin (4/5)      | Safin (5/5)      |
| 2005 | Federer (5/28)      | Federer (6/28)   | Nadal (1/35)     | Federer (7/28)   | Nadal (2/35)     | Nadal (3/35)     | Federer (8/28)   | Nadal (4/35)     | Berdych (1/1)    |
| 2006 | Federer (9/28)      | Federer (10/28)  | Nadal (5/35)     | Robredo (1/1)    | Nadal (6/35)     | Federer (11/28)  | Roddick (4/5)    | Federer (12/28)  | Davydenko (1/3)  |
| 2007 | Nadal (7/35)        | Djokovic (1/33)  | Nadal (8/35)     | Federer (13/28)  | Nadal (9/35)     | Djokovic (2/33)  | Federer (14/28)  | Nalbandian (1/2) | Nalbandian (2/2) |
| 2008 | Djokovic (3/33)     | Davydenko (2/3)  | Nadal (10/35)    | Nadal (11/35)    | Djokovic (4/33)  | Nadal (12/35)    | Murray (1/14)    | Murray (2/14)    | Tsonga (1/2)     |
| 2009 | Nadal (13/35)       | Murray (3/14)    | Nadal (14/35)    | Federer (15/28)  | Nadal (15/35)    | Murray (4/14)    | Federer (16/28)  | Davydenko (3/3)  | Djokovic (5/33)  |
| 2010 | Ljubičić (1/1)      | Roddick (5/5)    | Nadal (16/35)    | Nadal (17/35)    | Nadal (18/35)    | Murray (5/14)    | Federer (17/28)  | Murray (6/14)    | Soderling (1/1)  |
| 2011 | Djokovic (6/33)     | Djokovic (7/33)  | Nadal (19/35)    | Djokovic (8/33)  | Djokovic (9/33)  | Djokovic (10/33) | Murray (7/14)    | Murray (8/14)    | Federer (18/28)  |
| 2012 | Federer (19/28)     | Djokovic (11/33) | Nadal (20/35)    | Federer (20/28)  | Nadal (21/35)    | Djokovic (12/33) | Federer (21/28)  | Djokovic (13/33) | Ferrer (1/1)     |
| 2013 | Nadal (22/35)       | Murray (9/14)    | Djokovic (14/33) | Nadal (23/35)    | Nadal (24/35)    | Nadal (25/35)    | Nadal (26/35)    | Djokovic (15/33) | Djokovic (16/33) |
| 2014 | Djokovic (17/33)    | Djokovic (18/33) | Wawrinka (1/1)   | Nadal (27/35)    | Djokovic (19/33) | Tsonga (2/2)     | Federer (22/28)  | Federer (23/28)  | Djokovic (20/33) |
| 2015 | Djokovic (21/33)    | Djokovic (22/33) | Djokovic (23/33) | Murray (10/14)   | Djokovic (24/33) | Murray (11/14)   | Federer (24/28)  | Djokovic (25/33) | Djokovic (26/33) |
| 2016 | Djokovic (27/33)    | Djokovic (28/33) | Nadal (28/35)    | Djokovic (29/33) | Murray (12/14)   | Djokovic (30/33) | Cilic (1/1)      | Murray (13/14)   | Murray (14/14)   |
| 2017 | Federer (25/28)     | Federer (26/28)  | Nadal (29/35)    | Nadal (30/35)    | Zverev (1/3)     | Zverev (2/3)     | Dimitrov (1/1)   | Federer (27/28)  | Sock (1/1)       |
| 2018 | del Potro           | John Isner       | Nadal (31/35)    | Zverev (3/3)     | Nadal (32/35)    | Nadal (33/35)    | Djokovic (31/33) | Djokovic (32/33) | Khachanov        |
| 2019 | Thiem               | Federer (28/28)  | Fognini          | Djokovic (33/33) | Nadal (34/35)    | Nadal (35/35)    | Medvedev (1/2)   | Medvedev (2/2)   | Djokovic (34/34) |
| 2020 | -                   | -                | -                | -                | Djokovic (35/36) | -                | Djokovic (36/36) | -                | Medvedev (3/3)   |

### Đôi
Từ năm 1990.
|      | Indian Wells             | Miami                  | Mt. Carlo                | Madrid                   | Rome                     | Canada                 | Cincinnati              | Shanghai                | Paris                 |
| ---- | ------------------------ | ---------------------- | ------------------------ | ------------------------ | ------------------------ | ---------------------- | ----------------------- | ----------------------- | --------------------- |
| 1990 | Becker & Forget          | Leach & Pugh           | Korda & Šmíd             | Bruguera & Courier       | Casal & E. Sánchez       | Annacone & Wheaton     | Cahill & M. Kratzmann   | Forget & Hlasek         | Davis & Pate          |
| 1991 | Courier & J. Sánchez     | W. Ferreira & Norval   | L. Jensen & Warder       | Casal & E. Sánchez       | Camporese & Ivanišević   | Galbraith & Witsken    | Flach & Seguso          | Fitzgerald & Järryd     | Fitzgerald & Järryd   |
| 1992 | DeVries & Macpherson     | Flach & Witsken        | Becker & Stich           | Casal & E. Sánchez       | Hlasek & Rosset          | Galbraith & Visser     | Woodforde & Woodbridge  | Woodbridge & Woodforde  | McEnroe & McEnroe     |
| 1993 | Forget & Leconte         | Krajicek & Siemerink   | Edberg & Korda           | Haarhuis & Koevermans    | Eltingh & Haarhuis       | Courier & Knowles      | Agassi & Korda          | Woodbridge & Woodforde  | B. Black & Stark      |
| 1994 | Connell & Galbraith      | Eltingh & Haarhuis     | Kulti & Larsson          | Melville & Norval        | Kafelnikov & Rikl        | B. Black & Stark       | O'Brien & Stolle        | Woodbridge & Woodforde  | Eltingh & Haarhuis    |
| 1995 | Ho & Steven              | Woodbridge & Woodforde | Eltingh & Haarhuis       | W. Ferreira & Kafelnikov | Suk & Vacek              | Kafelnikov & Olhovskiy | Woodbridge & Woodforde  | Eltingh & Haarhuis      | Connell & Galbraith   |
| 1996 | Woodbridge & Woodforde   | Woodbridge & Woodforde | E. Ferreira & Siemerink  | Knowles & Nestor         | B. Black & Connell       | Galbraith & Haarhuis   | Knowles & Nestor        | Lareau & O'Brien        | Eltingh & Haarhuis    |
| 1997 | Knowles & Nestor         | Woodbridge & Woodforde | Johnson & Montana        | Lobo & J. Sánchez        | Knowles & Nestor         | Bhupathi & Paes        | Woodbridge & Woodforde  | Woodbridge & Woodforde  | Eltingh & Haarhuis    |
| 1998 | Björkman & Rafter        | E. Ferreira & Leach    | Eltingh & Haarhuis       | Johnson & Montana        | Bhupathi & Paes          | Damm & Grabb           | Knowles & Nestor        | Lareau & O'Brien        | Bhupathi & Paes       |
| 1999 | W. Black & Stolle        | W. Black & Stolle      | Delaître & Henman        | Arthurs & A. Kratzmann   | E. Ferreira & Leach      | Björkman & Rafter      | B. Black & Björkman     | B. Black & Björkman     | Lareau & O'Brien      |
| 2000 | O'Brien & Palmer         | Woodbridge & Woodforde | W. Ferreira & Kafelnikov | Woodbridge & Woodforde   | Damm & Hrbatý            | Lareau & Nestor        | Woodbridge & Woodforde  | Novák & Rikl            | Kulti & Mirnyi        |
| 2001 | W. Ferreira & Kafelnikov | Novák & Rikl           | Björkman & Woodbridge    | Björkman & Woodbridge    | W. Ferreira & Kafelnikov | Novák & Rikl           | Bhupathi & Paes         | Mirnyi & Stolle         | E. Ferreira & Leach   |
| 2002 | Knowles & Nestor         | Knowles & Nestor       | Björkman & Woodbridge    | Bhupathi & Gambill       | Damm & Suk               | Bryan & Bryan          | Blake & Martin          | Knowles & Nestor        | Escudé & Santoro      |
| 2003 | W. Ferreira & Kafelnikov | Federer & Mirnyi       | Bhupathi & Mirnyi        | Knowles & Nestor         | Arthurs & Hanley         | Bhupathi & Mirnyi      | Bryan & Bryan           | Bhupathi & Mirnyi       | Arthurs & Hanley      |
| 2004 | Clément & Grosjean       | W. Black & Ullyett     | Henman & Zimonjić        | W. Black & Ullyett       | Bhupathi & Mirnyi        | Bhupathi & Paes        | Knowles & Nestor        | Knowles & Nestor        | Björkman & Woodbridge |
| 2005 | Knowles & Nestor         | Björkman & Mirnyi      | Paes & Zimonjić          | Björkman & Mirnyi        | Llodra & Santoro         | W. Black & Ullyett     | Björkman & Mirnyi       | Knowles & Nestor        | Bryan & Bryan         |
| 2006 | Knowles & Nestor         | Björkman & Mirnyi      | Björkman & Mirnyi        | Hanley & Ullyett         | Knowles & Nestor         | Bryan & Bryan          | Björkman & Mirnyi       | Bryan & Bryan           | Clément & Llodra      |
| 2007 | Damm & Paes              | Bryan & Bryan          | Bryan & Bryan            | Bryan & Bryan            | Santoro & Zimonjić       | Bhupathi & Vízner      | Erlich & Ram            | Bryan & Bryan           | Bryan & Bryan         |
| 2008 | Erlich & Ram             | Bryan & Bryan          | Nadal & Robredo          | Nestor & Zimonjić        | Bryan & Bryan            | Nestor & Zimonjić      | Bryan & Bryan           | Matkowski & Fyrstenberg | Bjorkman & Ullyett    |
| 2009 | Fish & Roddick           | Mirnyi & Ram           | Nestor & Zimonjić        | Nestor & Zimonjić        | Nestor & Zimonjić        | Bhupathi & Knowles     | Nestor & Zimonjić       | Tsonga & Benneteau      | Nestor & Zimonjic     |
| 2010 | López & Nadal            | Dlouhý Paes            | Nestor & Zimonjic        | Bryan & Bryan            | Bryan & Bryan            | Bryan & Bryan          | Bryan & Bryan           | Melzer & Paes           | Bhupathi & Mirnyi     |
| 2011 | Dolgopolov & Malisse     | Bhupathi & Paes        | Bryan & Bryan            | Bryan & Bryan            | Isner & Querrey          | Llodra & Zimonjic      | Bhupathi & Paes         | Mirnyi & Nestor         | Bopanna & Qureshi     |
| 2012 | López & Nadal            | Paes & Štĕpánek        | Bryan & Bryan            | Fyrstenberg & Matkowski  | Granollers & López       | Bryan & Bryan          | Lindstedt & Tecǎu       | Paes & Štĕpánek         | Bhupathi & Bopanna    |
| 2013 | Bryan & Bryan            | Qureshi & Rojer        | Benneteau & Zimonjic     | Bryan & Bryan            | Bryan & Bryan            | Peya & Soares          | Bryan & Bryan           | Dodig & Melo            | Bryan & Bryan         |
| 2014 | Bryan & Bryan            | Bryan & Bryan          | Bryan & Bryan            | Nestor & Zimonjic        | Nestor & Zimonjic        | Peya & Soares          | Bryan & Bryan           | Bryan & Bryan           | Bryan & Bryan         |
| 2015 | Pospisil & Sock          | Bryan & Bryan          | Bryan & Bryan            | Bopanna & Mergea         | Cuevas & Marrero         | Bryan & Bryan          | Nestor & Roger-Vasselin | Klaasen & Melo          | Dodig & Melo          |
| 2016 | Hugues Herbert & Mahut   | Hugues Herbert & Mahut | Hugues Herbert & Mahut   | Julien Rojer & Tecau     | Bryan & Bryan            | Dodig & Melo           | Dodig & Melo            | Sock & Isner            | Kontinen & Peers      |
| 2017 | Klaasen & Ram            | Kubot & Melo           | Bopanna & Cuevas         | Kubot & Melo             | Hugues Herbert & Mahut   | Hugues Herbert & Mahut |                         |                         |                       |

## Danh hiệu vô địch

### Đơn
Vận động viên với hơn 2 chức vô địch kể từ năm 1990:
| #  | Vận động viên       | IW | MI | MC | HA/MA | RO | CA | CI | MA/SH | PA | #  | Thời gian       |
| -- | ------------------- | -- | -- | -- | ----- | -- | -- | -- | ----- | -- | -- | --------------- |
| 1  | Novak Djokovic      | 5  | 6  | 2  | 3     | 5  | 4  | 2  | 4     | 5  | 36 | 2007-2020 (14)  |
| 2  | Rafael Nadal        | 3  | -  | 11 | 5     | 9  | 5  | 1  | 1     | -  | 35 | 2005- 2020 (16) |
| 3  | Roger Federer       | 5  | 4  | -  | 6     | -  | 2  | 7  | 3     | 1  | 28 | 2002-2020 (19)  |
| 4  | Andre Agassi        | 1  | 6  | -  | -     | 1  | 3  | 3  | 1     | 2  | 17 | 1990-2004 (15)  |
| 5  | Andy Murray         | -  | 2  | -  | 1     | 1  | 3  | 2  | 4     | 1  | 14 | 2008-2017 (10)  |
| 6  | Pete Sampras        | 2  | 3  | -  | -     | 1  | -  | 3  | -     | 2  | 11 | 1992-2000 (9)   |
| 7  | Thomas Muster       | -  | 1  | 3  | -     | 3  | -  | -  | 1     | -  | 8  | 1990-1997 (8)   |
| 8  | Michael Chang       | 3  | 1  | -  | -     | -  | 1  | 2  | -     | -  | 7  | 1990-1997 (8)   |
| 9  | Marcelo Ríos        | 1  | 1  | 1  | 1     | 1  | -  | -  | -     | -  | 5  | 1997-1999 (3)   |
| 9  | Gustavo Kuerten     | -  | -  | 2  | 1     | 1  | -  | 1  | -     | -  | 5  | 1999-2001 (3)   |
| 9  | Jim Courier         | 2  | 1  | -  | -     | 2  | -  | -  | -     | -  | 5  | 1991-1993 (3)   |
| 9  | Andy Roddick        | -  | 2  | -  | -     | -  | 1  | 2  | -     | -  | 5  | 2003-2010 (8)   |
| 9  | Marat Safin         | -  | -  | -  | -     | -  | 1  | -  | 1     | 3  | 5  | 2000-2004 (5)   |
| 9  | Boris Becker        | -  | -  | -  | -     | -  | -  | -  | 4     | 1  | 5  | 1990-1996 (7)   |
| 15 | Stefan Edberg       | 1  | -  | -  | 1     | -  | -  | 1  | -     | 1  | 4  | 1990-1992 (3)   |
| 15 | Juan Carlos Ferrero | -  | -  | 2  | -     | 1  | -  | -  | 1     | -  | 4  | 2001-2004 (4)   |
| 15 | Andriy Medvedev     | -  | -  | 1  | 3     | -  | -  | -  | -     | -  | 4  | 1994-1997 (4)   |
| 18 | Nikolay Davydenko   | -  | 1  | -  | -     | -  | -  | -  | 1     | 1  | 3  | 2006-2009 (4)   |
| 18 | Thomas Enqvist      | -  | -  | -  | -     | -  | -  | 1  | 1     | 1  | 3  | 1996-2000 (5)   |
| 18 | Carlos Moyà         | -  | -  | 1  | -     | 1  | -  | 1  | -     | -  | 3  | 1998-2004 (7)   |
| 21 | David Nalbandian    | -  | -  | -  | -     | -  | -  | -  | 1     | 1  | 2  | 2007-2007 (1)   |
| 21 | Patrick Rafter      | -  | -  | -  | -     | -  | 1  | 1  | -     | -  | 2  | 1998-1998 (1)   |
| 21 | Michael Stich       | -  | -  | -  | 1     | -  | -  | -  | 1     | -  | 2  | 1993-1993 (1)   |
| 21 | Lleyton Hewitt      | 2  | -  | -  | -     | -  | -  | -  | -     | -  | 2  | 2002-2003 (2)   |
| 21 | Guy Forget          | -  | -  | -  | -     | -  | -  | 1  | -     | 1  | 2  | 1991-1991 (1)   |
| 21 | Andrei Chesnokov    | -  | -  | 1  | -     | -  | 1  | -  | -     | -  | 2  | 1990-1991 (2)   |
| 21 | Guillermo Coria     | -  | -  | 1  | 1     | -  | -  | -  | -     | -  | 2  | 2003-2004 (2)   |
| 21 | Goran Ivanišević    | -  | -  | -  | -     | -  | -  | -  | 1     | 1  | 2  | 1992-1993 (2)   |
| 21 | Richard Krajicek    | -  | 1  | -  | -     | -  | -  | -  | 1     | -  | 2  | 1998-1999 (2)   |
| 21 | Sergi Bruguera      | -  | -  | 2  | -     | -  | -  | -  | -     | -  | 2  | 1991-1993 (3)   |
| 21 | Àlex Corretja       | 1  | -  | -  | -     | 1  | -  | -  | -     | -  | 2  | 1997-2000 (4)   |
| 21 | Wayne Ferreira      | -  | -  | -  | -     | -  | 1  | -  | 1     | -  | 2  | 1996-2000 (5)   |
| 21 | Jo-Wilfried Tsonga  | -  | -  | -  | -     | -  | 1  | -  | -     | 1  | 2  | 2004-2017 (14)  |
| 21 | Alexander Zverev    | -  | -  | -  | 1     | 1  | 1  |    | -     | -  | 3  | 2018 (1)        |

^  IN = Indian Wells, MI = Miami, MO = Montecarlo, RO = Rome, MA = Madrid / HA = Hamburg, CA = Canada, CI = Cincinnati, SHA = Shanghai / MA = Madrid (Stockholm, Essen, Stuttgart), PA = Paris.
^  Giải thi đấu thứ 5 được thi đấu tại Hamburg cho đến hết năm 2008 nhưng sau đó lại chuyển sang Madrid từ năm 2009. Giải thi đấu thứ 8 thay đổi bất thường, tại Stockholm từ 1990 đến 1994, Essen 1995, Stuttgart từ 1996 đến 2001, and Madrid từ 2002 đến 2008 trước khi được chuyển đến Thượng Hải năm 2009.
^  Trận chung kết tại Rome Masters năm 2005 giữa Rafael Nadal and Guillermo Coria là trận chung kết lâu nhất kể từ kỷ nguyên mở rộng(từ 1968): 5 giờ và 14 phút. Trận chung kết được cho là kinh điển khác kéo dài 5 giờ 5 phút khi Rafael Nadal đánh bại Roger Federer.
^  Vận động viên còn thi đấu -đậm. Nhiều danh hiệu nhất - gạch dưới
^  Có 27 vận động viên chỉ thắng duy nhất 1 giải Masters Series.

### Đôi
Vận động viên với hơn 5 danh hiệu từ 1990:
| #  | Vận động viên      | IW | MI | MC | RO | MA/HA | CA | CI | SH/MA | PA | #  | Thời gian      |
| -- | ------------------ | -- | -- | -- | -- | ----- | -- | -- | ----- | -- | -- | -------------- |
| 1  | Bob Bryan          | 2  | 4  | 5  | 4  | 4     | 5  | 5  | 3     | 4  | 36 | 2002-2016 (15) |
| 1  | Mike Bryan         | 2  | 4  | 5  | 4  | 4     | 5  | 5  | 3     | 4  | 36 | 2002-2016 (15) |
| 3  | Daniel Nestor      | 4  | 1  | 2  | 4  | 5     | 2  | 5  | 4     | 1  | 28 | 1993-2016 (24) |
| 4  | Todd Woodbridge    | 1  | 4  | 2  | -  | 2     | -  | 4  | 4     | 1  | 18 | 1992-2004 (13) |
| 5  | Mark Knowles       | 4  | 1  | -  | 2  | 2     | 2  | 3  | 3     | -  | 17 | 1993-2009 (17) |
| 6  | Max Mirnyi         | -  | 4  | 2  | 1  | 1     | 1  | 2  | 3     | 2  | 16 | 2000-2016 (17) |
| 6  | Mahesh Bhupathi    | -  | 1  | 1  | 2  | 1     | 5  | 2  | 1     | 3  | 16 | 1997-2016 (20) |
| 8  | Nenad Zimonjić     | -  | -  | 5  | 3  | 3     | 2  | 1  | -     | 1  | 15 | 2004-2016 (13) |
| 8  | Jonas Björkman     | 1  | 2  | 3  | -  | 2     | 1  | 3  | 1     | 2  | 15 | 1998-2008 (11) |
| 10 | Mark Woodforde     | 1  | 4  | -  | -  | 1     | -  | 4  | 4     | -  | 14 | 1992-2000 (9)  |
| 11 | Leander Paes       | 1  | 3  | 1  | 1  | -     | 2  | 2  | 2     | 1  | 13 | 1997-2016 (20) |
| 12 | Paul Haarhuis      | -  | 1  | 2  | 1  | 1     | 1  | -  | 1     | 3  | 10 | 1993-1998 (6)  |
| 13 | Jacco Eltingh      | -  | 1  | 2  | 1  | -     | -  | -  | 1     | 3  | 8  | 1993-1998 (6)  |
| 14 | Yevgeny Kafelnikov | 2  | -  | 1  | 2  | 1     | 1  | -  | -     | -  | 7  | 1994-2003 (10) |
| 14 | Marcelo Melo       | -  | 1  | -  | -  | 1     | 1  | 1  | 2     | 1  | 7  | 1998-2017 (20) |
| 16 | Wayne Ferreira     | 2  | 1  | 1  | 1  | 1     | -  | -  | -     | -  | 6  | 1991-2003 (13) |
| 17 | Patrick Galbraith  | 1  | -  | -  | -  | -     | 3  | -  | -     | 1  | 5  | 1991-1996 (6)  |
| 17 | Wayne Black        | 1  | 2  | -  | -  | 1     | 1  | -  | -     | -  | 5  | 1999-2005 (7)  |
| 17 | Byron Black        | -  | -  | -  | 1  | -     | 1  | 1  | 1     | 1  | 5  | 1993-1999 (7)  |
| 17 | Alex O'Brien       | 1  | -  | -  | -  | -     | -  | 1  | 2     | 1  | 5  | 1994-2000 (7)  |
| 17 | Kevin Ullyett      | -  | 1  | -  | -  | 2     | 1  | -  | -     | 1  | 5  | 2004-2008 (5)  |